# География Московской области

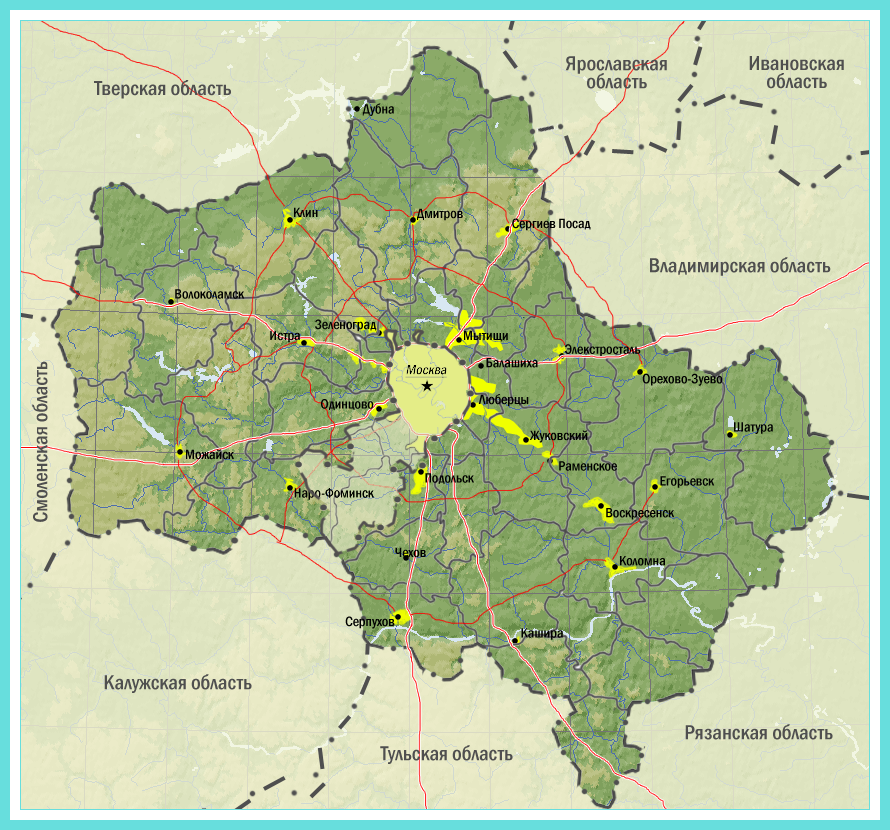
Карта Московской области

Московская область — один из субъектов Российской Федерации.
Площадь области 45,8 тыс. км². Это 55-й по территории субъект, занимающий 0,27 % площади страны.

## Расположение
Территория находится в центре Восточно-Европейской равнины. Область граничит на северо-западе и севере с Тверской областью, на северо-востоке — с Ярославской, на востоке — с Владимирской, на юго-востоке — с Рязанской, на юге — с Тульской, на юго-западе — с Калужской, на западе — со Смоленской, в центре расположен город федерального значения Москва.

## Геологическое строение

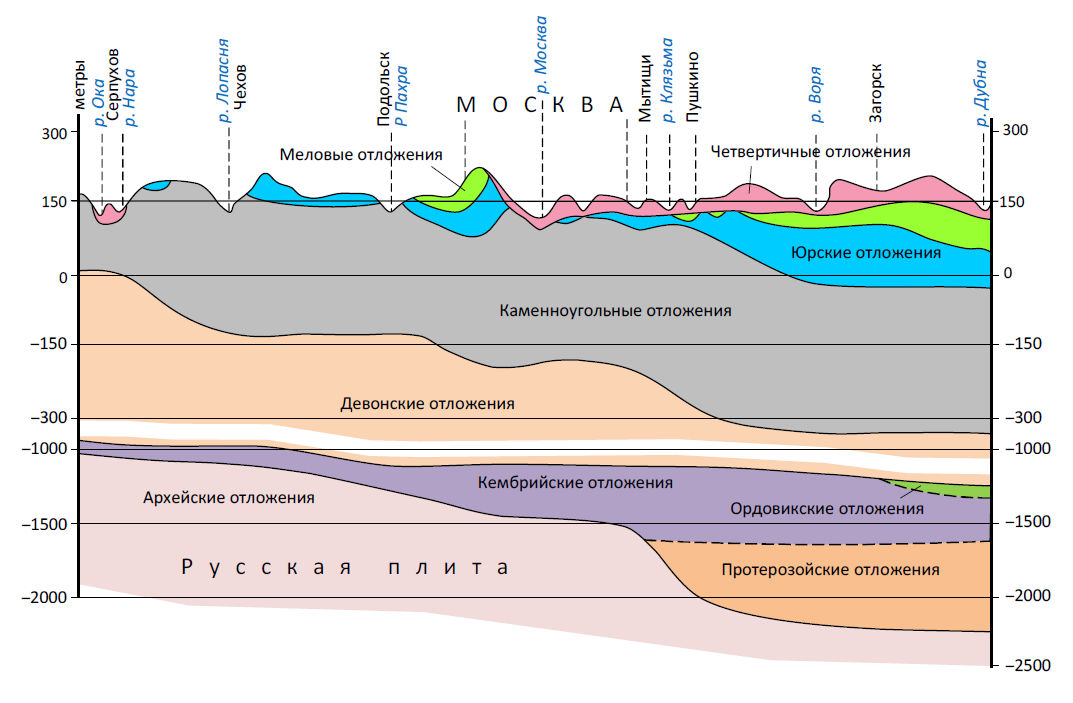
Геологический разрез по линии р. Ока — Москва — р. Дубна

Территория, занимаемая Московской областью, находится в центральной части Восточно-Европейской платформы; последняя, как и все платформы, складывается из кристаллического фундамента, в пределах Московской области не выходящего на поверхность, и осадочного чехла. В составе кристаллического фундамента — граниты и гнейсы архейского и протерозойского возраста, в составе осадочного чехла — отложения палеозойской, мезозойской и кайнозойской эр. Фундамент образует большую впадину — Московскую синеклизу — и залегает в её осевой зоне на 2—3 тыс. м. Блоковый характер кристаллического фундамента определил структуру осадочного чехла: в рифейских прогибах, образованных на месте авлакогенов, горстам соответствуют седловины (выделяется Тумско-Шатурский выступ на востоке области, где глубина залегания фундамента составляет немногим более 1 км), а грабенам — впадины (Гжатская, Подмосковная, Пачелмская). Наименьшие глубины залегания кристаллического фундамента (1000 м) — к югу от города Серебряные Пруды (на крайнем юге области), наибольшие (4200 м) — к востоку от Сергиева Посада (на северо-востоке области). Начиная с протерозоя в пределах региона не было крупных тектонических подвижек; неотектонические движения носят волнообразный амплитудный характер; в северо-западных районах происходит поднятие на 1—8 мм в год, а восток области испытывает неотектонические опускания на 5—6 мм в год.
В пределах Московской области почти отсутствуют отложения третичного периода, значительно шире распространены отложения каменноугольного и юрского периодов. В начале палеозоя (кембрий, ордовик, первая половина силура) территория области была занята мелководным морским бассейном; отложения данного времени находятся на большой глубине и вскрыты скважинами. В середине силура в условиях каледонской складчатости в регионе происходит подъём земной коры, и морской режим сменяется континентальным с засушливым климатом. В конце раннего девона земная кора вновь прогибается, и Подмосковье надолго оказывается в центральной части обширного мелководного внутриконтинентального морского бассейна. Девонские отложения представлены на территории области известняками, мергелями, гипсами, залежами каменной соли. По своей мощности девонские отложения составляют в Подмосковье основную часть осадочного чехла; они залегают на глубинах до 900—1000 м и вскрыты буровыми скважинами.
Континентальный режим на территории региона вновь — ненадолго — устанавливается в конце турнейского и начале визейского века карбона (именно в это время формируется главная угленосная толща Подмосковного буроугольного бассейна), а позднее вновь сменяется морским, существующим и на протяжении серпуховского века. В течение башкирского века опять устанавливается (примерно на 7 млн лет) континентальный режим, но в последующие века карбона (на протяжении почти 20 млн лет) территория региона вновь покрыта морем. В целом отложения карбона в Московской области представлены весьма хорошо и нередко выходят на поверхность.
По результатам геологического обследования Московского региона были выделены 4 из 7 ярусов каменноугольной системы: серпуховский, московский, касимовский и гжельский, официально закреплённые в Международной стратиграфической шкале в качестве глобальных эталонов. Отложения каменноугольного периода в Московской области представлены в основном доломитами, известняками и мергелями. Мощность карбоновых отложений достигает 600 м. Хорошо известны выходы известняков среднего отдела карбона в долинах рек Пахры и Москвы, разрабатывавшиеся с XIV века, — мячковские известняки. На востоке области залегают отложения верхнего карбона (породы касимовского и гжельского ярусов). Выходы каменноугольных отложений, богатых органическими остатками, имеют место на юге (особенно в Серпуховском районе) и на западе области.
В пермский период на территории Подмосковья установились континентальные условия, которые существовали также в триасовом и первой половине юрского периодов. Отложения этого времени были преимущественно
озёрными и аллювиальными и сохранились лишь в пониженных участках на востоке области. Примерно 162 млн лет назад (конец среднеюрской эпохи) в результате повышения уровня Мирового океана море опять (примерно на 17 млн лет) затопило территорию Подмосковья. О существовании моря на территории Московской области свидетельствуют выходы фосфоритов и разнообразных песков; характерные верхнеюрские отложения (в виде темноцветных глин и песков с фосфоритами) обнаруживаются и на территории Москвы, и в её ближайших окрестностях, в особенности — в долине реки Москвы. Море в меловой период затронуло меньшую территорию по сравнению с морем юрского периода. Верхнеюрские и нижнемеловые отложения некогда образовывали сплошной покров, однако с течением времени сплошность была существенно нарушена размывом; тем не менее юрские глины подстилают четвертичные отложения на бо́льшей части территории области (за исключением западной части региона, где под четвертичными отложениями залегают известняки карбона, и востока области, где господствуют меловые отложения).
Меловые отложения наиболее распространены на севере Московской области. Эти отложения, представленные главным образом на севере области (особенно в районе Клинско-Дмитровской гряды) и в Мещёре, подверглись значительному размыву в четвертичное время. Меловые отложения представлены в основном песками (белыми мелкозернистыми кварцевыми и бурыми кварц-глаукогнитовыми) с выходами на поверхность в долинах рек Сестры и Вори. Местами в этих песках встречаются прослои голубоватых глин, названных Парамоновскими по месту обнаружения в Парамоновском овраге под Яхромой. По окончании мелового периода море окончательно покинуло территорию Подмосковья, установился континентальный режим.
Неогеновые отложения распространены на территории региона сравнительно мало; они были сильно размыты в четвертичное время. Представлены эти отложения в основном белыми и светло-жёлтыми песками с прослоями серых глин и галечников. Мощность неогеновых отложений в основном до 20 м. Выходы неогеновых песков встречаются в долинах рек Оки и Пахры. Значительно шире распространены в Московской области четвертичные отложения; их мощность убывает с северо-запада на юго-восток. В настоящее время большинством исследователей принята точка зрения, согласно которой на территории Подмосковья было четыре оледенения. Первое из них, окское, произошло в нижнем плейстоцене и распространилось до широтного отрезка долины Оки; оно почти не оставило следов на территории области. В среднем плейстоцене было два мощных оледенения — днепровское (покрывало значительную часть территории Русской равнины) и московское (остановилось немного южнее нынешней границы Москвы, примерно на линии Калуга — Подольск — Плёс). Наконец, к позднему плейстоцену относится валдайское оледенение, которое не затронуло непосредственно территорию Московской области, однако оставило следы в виде флювиогляциальных отложений (преимущественно на севере области). Периодам между оледенениями соответствуют лихвинское, одинцовское, микулинское и молого-шекснинское межледниковья. Ледники оставили после себя моренные суглинки с галькой и валунами различных пород (граниты, гнейсы, кварциты; доломиты, известняки, песчаники); особенно заметные следы на территории области оставило днепровское оледенение (мощность морены достигает 15 м, преобладают сильно опесчаненные суглинки с линзами песков). В районах конечных моренных гряд мощность отложений иногда достигает 100 м, на водоразделах обычно не превышает и нескольких метров.
После отступления ледников происходил перемыв моренных и межледниковых осадков, сформировались покровные суглинки и террасные отложения, перекрывшие более древние отложения. В долинах крупных рек сформировались надпойменные террасы, сложенные аллювиально-флювиогляциальными отложениями. Верхние (как правило, третья и четвёртая) террасы сложены более старыми отложениями, относящимися к одинцовскому межледниковью и московскому оледенению. Отложения второй террасы связаны происхождением с заключительным периодом московского оледенения и с микулинским межледниковьем. Наконец, нижняя (первая) надпойменная терраса сформирована обычно аллювиальными песками периода последнего, валдайского оледенения. К современным (голоценовым) отложениям относятся в Московской области аллювиальные (суглинки, супеси и пески), делювиально-овражные (суглинки) и болотные (торф) отложения. Мощность этих отложений в основном до 5 м.

## Рельеф

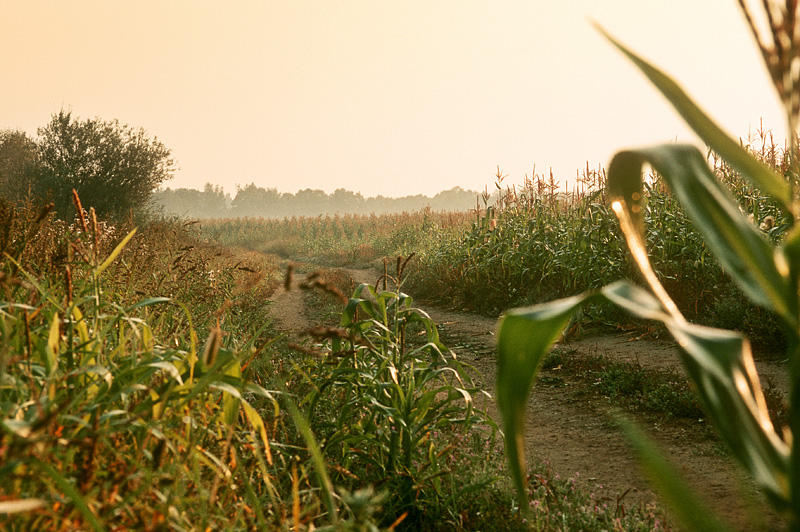
Подмосковный пейзаж

Рельеф Московской области преимущественно равнинный; западную часть занимают холмистые возвышенности (высоты больше 160 м), восточную — обширные низменности.

### Формирование рельефа
Основные черты рельефа области сформировались в палеозойскую и мезозойскую эры. После отступления моря, находившегося здесь в меловой период, произошло поднятие территории; состоявшая из донных морских отложений поверхность выравнивания размывалась текучими водами, выделились холмы и гряды. Эрозионно-тектонический рельеф, сложившийся на рассматриваемой территории, к четвертичному периоду был преобразован под воздействием трёх оледенений. Произошло отложение моренных суглинков, песчаных водно-ледниковых и озёрно-ледниковых осадков; рельеф в значительной мере сгладился. На выступах коренных пород происходила активная аккумуляция материала, в результате сформировались сложенные грубым песчаным материалом конечно-моренные краевые образования. Сложились холмистые равнины, в пределах которых распространены холмы с выпуклыми, а также с плоскими и слабо-выпуклыми вершинами. В то же время над выровненным коренным рельефом происходила равномерная аккумуляция материала, образовались плоские и волнистые моренные равнины. Подобные равнины нередко перекрывались водноледниковыми отложениями (равнины такого типа называются моренно-водноледниковыми). При таянии ледников в понижениях доледникового рельефа сформировались водноледниковые равнины и долинные зандры, образованные талыми ледниковыми водами.
С юго-запада на северо-восток область пересекает граница Московского оледенения; к северу от неё распространены ледниково-эрозионные формы с моренными грядами, а к югу — лишь эрозионные формы рельефа. Процесс современного рельефообразования в наше время связан с эрозией, остальные же экзогенные процессы (аккумуляция осадков, карстовые, оползневые, эоловые процессы) имеют второстепенное значение.

### Основные элементы рельефа
Почти весь запад и север Московской области занимает холмисто-моренная Смоленско-Московская возвышенность, наибольшую среднюю высоту (около 300 м, в районе Дмитрова) имеющая в пределах Клинско-Дмитровской гряды, а верхнюю точку (310 м) у деревни Шапкино Можайского района (это и самая высокая точка области). Возвышенность занимает почти 40 % территории региона. Она сложена в основном песчано-глинистыми породами нижнего мела. Для Смоленско-Московской возвышенности характерны плосковершинные холмы и гряды высотой 250—300 м и хорошо выраженные речные долины. Северный склон Московской возвышенности более крутой по сравнению с южным; эта часть возвышенности называется Клинско-Дмитровской грядой. Поверхность гряды сильно расчленена — перепады высот местами (как, например, в Парамоновском овраге близ Яхромы) достигают 100 м. Высоты пологого южного склона возвышенности не превышают 220 м на западе и 120 м на востоке. В пределах возвышенности часты озёра ледникового происхождения (Нерское, Круглое, Долгое). К северу от Смоленско-Московской возвышенности расположена плоская и сильно заболоченная аллювиально-зандровая Верхневолжская низменность, высота которой — не более 150 м; включает в себя Шошинскую и Дубнинскую низины (высоты менее 120 м). Равнина сложена мощными (до 100 м) водно-ледниковыми и озёрно-аллювиальными отложениями. Южный склон низменности пологий, северный же, образованный древней долиной Волги, более крутой.
На юге области простирается холмистая моренно-эрозионная Москворецко-Окская равнина, имеющая наибольшую высоту (254 м) в Москве в районе Тёплого Стана, с чётко выраженными (особенно в южной части) речными долинами и плоскими междуречьями. Абсолютные высоты здесь меньше, чем на Смоленско-Московской возвышенности: около 200 м на западе, 110—140 м на востоке. Бо́льшие высоты имеются лишь на Теплостанской (254 м) и Пахринско-Лопасненской (236 м) останцовых возвышенностях. В основании равнины лежат каменноугольные известняки, перекрытые в основном чёрными юрскими глинами, а близ поверхности — четвертичными отложениями (суглинками днепровской и московской морены, покровными суглинками и водно-ледниковыми отложениями). В пределах равнины встречаются карстовые формы рельефа: воронки, провалы и пещеры. Эти формы рельефа особенно распространены в Серпуховском районе, а также в долине Пахры и её притока Рожайки. В речных долинах, особенно в местах выхода юрских глин, развиты оползневые процессы.
На крайнем юге области, за Окой, — довольно высокие (более 200 м, максимальная высота 236 м) северные отроги Среднерусской возвышенности с многочисленными оврагами и балками. Это Заокское эрозионное плато и Заосетринская эрозионная равнина. Первое является по сути пологоволнистой равниной с хорошо развитой овражно-балочной сетью. Из-за значительной расчленённости рельефа перепады высот достигают 50 м. Максимальная отметка высоты (236 м) — на западе плато, в районе города Пущино. В основании плато лежат известняки карбона, покрытые морёной днепровского оледенения. Заосетринская эрозионная равнина занимает самый южный район области — Серебряно-Прудский; рельеф её похож на рельеф Заокского плато, но расчленённость и абсолютные высоты (110—200 м) здесь меньше.
Почти всю восточную половину Московской области занимает обширная Мещёрская низменность, в восточной своей части значительно заболоченная. Границами её в пределах Московской области служат реки: Москва на западе, Клязьма на севере и Ока на юге. Самый высокий холм Мещёрской низменности (на древней моренной возвышенности в районе Егорьевска) имеет высоту 214 м над уровнем моря; преобладают высоты 120—150 м; речные долины выражены слабо. Низменность сложена известняками карбона, которые перекрыты юрскими глинами. Моренных образований мало (в основном они расположены близ Егорьевска и в западной части низменности). Почти все крупные озёра Мещёрской низменности (Чёрное, Святое и др.) имеют ледниковое происхождение, однако встречаются и карстовые озёра, отличающиеся правильной округлой формой, большей прозрачностью воды и значительной глубиной. В пределах Мещёры расположена самая низкая в регионе естественная высота — уровень воды Оки — около 97 метров.

## Полезные ископаемые

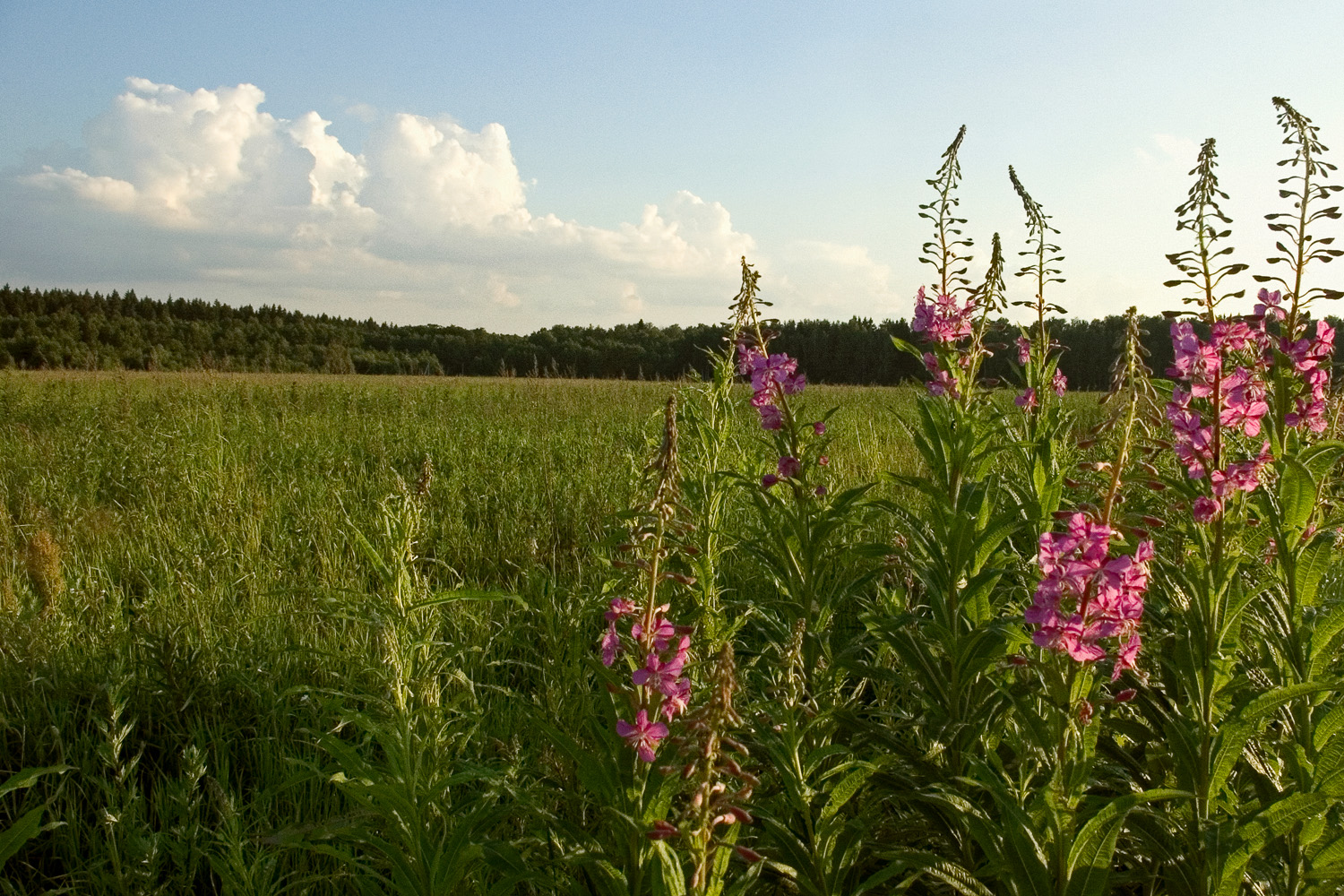
Поле с цветами

Московская область небогата полезными ископаемыми.
Пески, находящиеся в отложениях различных периодов (главным образом — четвертичного и мелового), имеют высокое качество и широко используются в строительстве; кварцевые пески применяются в стекольной промышленности, их добыча 
ведётся с конца XVII века в районе Люберец; часть месторождений в настоящее время законсервирована по экологическим соображениям, разрабатывается лишь два месторождения стекольного песка — Егановское и Люберецкое, с суммарными запасами (по категории А+В+С1) в 40,3 млн т. Эксплуатируется также шесть месторождений кварцевых песков, крупнейшее из которых — Восточно-Новочеркасское — располагается в Воскресенском районе (запасы по категориям А+В+С1 оцениваются в 171,3 млн т). Песчано-гравийные месторождения часты в пределах Смоленско-Московской возвышенности, а также в приокских районах. Месторождения песчаника разрабатываются в Клинском и Дмитровском районах.
Многочисленны в пределах Московской области и месторождения глин. Тугоплавкие глины разрабатываются на Тимоховском, Призаводском месторождениях в Ногинском районе и Власово-Губинском месторождении в Орехово-Зуевском районе; суммарные запасы сырья на этих месторождениях оцениваются в 11 тыс. т. Огнеупорные белые глины встречаются на востоке области (в отложениях каменноугольной и юрской систем) и добываются с XVI века в районе Гжели. Весьма широко распространены покровные суглинки, используемые в кирпичном производстве.
Московский край издавна славится своими известняками («белым камнем»), мягкими в обработке. Широко известно Мячковское месторождение бутового известняка, сырьё которого шло на облицовку стен таких московских зданий, как Большой театр и кремлёвские соборы; ныне добыча известняка в Мячкове остановлена; известняки добывались также на законсервированном ныне Коробчеевском месторождении в Коломенском районе. Известны месторождения мраморовидного известняка, как, например, в районе Коломны.
В известняках Подмосковья встречаются декоративные коллекционные минералы и поделочные камни: халцедоны, агаты и рисунчатые кремни. Значительные находки многоцветных агатов с красно-коричневыми и серовато-синими полосами и с чередующимися полосами разных оттенков голубоватого халцедона и желтоватого кварца отмечены южнее Москвы, у ст. Голутвин и в Ступинском районе, а кремни распространены повсеместно.
На территории области обнаружены залежи и других карбонатных пород — доломитов (используются в цементной промышленности; добыча сосредоточена в основном в районе города Щёлково, запасы доломитов на Щёлковском месторождении — 11,4 млн тонн), известняковых туфов, мергелей и др., располагающиеся, главным образом, на юге и востоке области (добыча ведётся на Афанасьевском, Щуровском и Паньшинсаком месторождениях). Близ города Хотьково имеется крупное месторождение кремнистых пород органического происхождения — треполов; его запасы оцениваются в 25,2 тыс. м³, однако разработка не ведётся по экологическим соображениям.
Московская область обладает месторождениями фосфоритов. На территории находятся важнейшие в Подмосковье Егорьевское и Северское месторождения; оба месторождения не разрабатываются.
Район Мещёрской низменности богат торфяными месторождениями; есть месторождения торфа также на Верхневолжской низменности. Крупнейшие из действующих месторождений — «Рязановское» и «Радовицкий мох» (оба находятся в Егорьевском районе и принадлежат ОАО «Шатурторф»). Из горючих полезных ископаемых в области имеется также бурый уголь (в заокских районах, пропластки принадлежат к Подмосковному буроугольному бассейну), месторождения не имеют промышленного значения и не разрабатываются.
В пределах области известны незначительные месторождения руд железа (в Серпуховском и Серебрянопрудском районах) и титана. Разведаны месторождения калийной соли (в Серпуховском, Егорьевском районах).
В Московской области многочисленны также минеральные источники, в особенности — железистые (под Звенигородом, Серпуховом, Клином); большая часть источников расположена на западе области. Солёные воды с концентрацией солей до 300 г/л применяются в местной пищевой промышленности, бальнеологических центрах, а также на водноспортивной базе.

## Климат
Климат Московской области умеренно континентальный, со снежной, умеренно-холодной зимой и влажным, умеренно тёплым летом. Важнейшим климатообразующим фактором является западный перенос воздушных масс. Сезонность чётко выражена; лето тёплое, зима умеренно холодная. Вместе с тем, в восточных и юго-восточных районах континентальность климата выше, что выражается, в частности, в более низкой температуре зимой и более высокой температуре летом. Так, посёлок Черусти на крайнем востоке региона неофициально считается подмосковным «полюсом холода», средняя температура января там составляет −13 °C. Характерной чертой климата региона является также значительная изменчивость погодных условий от года к году.
Среднегодовая температура на территории области колеблется от 3,5 до 5,8 °C. За год область получает около 90 ккал/см² солнечной радиации. Период со среднесуточной температурой ниже 0 °C длится 120–135 дней, начинаясь в середине ноября и заканчиваясь в середине-конце марта. Самый холодный месяц — январь (средняя температура на западе области −9 °C, на востоке −12 °C). С приходом арктического воздуха наступают сильные морозы (ниже −25 °C), которые длятся до 30 дней в течение зимы (но обычно морозные периоды намного менее продолжительны); в отдельные годы морозы достигали −45 °C (самый низкий абсолютный минимум температур был отмечен в Наро-Фоминске −54 °C). Самый тёплый месяц — июль (средняя температура +17,5 °C на северо-западе и +18,5 °C на юго-востоке). Самая низкая температура за всю историю метеонаблюдений была зарегистрирована в Наро-Фоминске, на юго-западе области в 53 км от Москвы — −54 °C, а самая высокая температура — +39,7 °C — была отмечена летом 2010 года в юго-восточном направлении от Москвы, в Коломне.
Для Московской области характерна неустойчивость атмосферной циркуляции, выражающаяся в непостоянстве погоды, подчас резкой её смене. Зимой, особенно в декабре и феврале, часты оттепели (до 50 с ноября по март), вызываемые атлантическими и (реже) средиземноморскими циклонами; они, как правило, непродолжительны, средняя длительность их 4 дня, общее число с ноября по март — до пятидесяти. Летом вторжения арктического воздуха способствуют установлению ясной, безоблачной, обычно тёплой погоды. В случаях длительной задержки антициклона происходит сильное прогревание поверхности и повышение температуры воздуха, что является причиной сильной засухи, возникновения лесных и торфяных пожаров (как, например, в 2010 году). (см. также Аномальная жара в России (2010)). Летом нередки также проникновения влажных воздушных масс с юга и запада. Вообще характер лета из года в год может существенно меняться: при повышенной циклональной активности лето бывает прохладное и влажное, при устойчивых антициклонах — сухое и жаркое.
Среднегодовое количество осадков 500—700 мм, наиболее увлажнены северо-западные районы, наименее — юго-восточные; распределение осадков связано также с рельефом: на возвышенных участках осадков выпадает больше. Максимум осадков приходится на июль, а минимум — на период с февраля по апрель; в среднем на год приходится 171 день с осадками. В каждый из летних месяцев в среднем выпадает 75 мм осадков, однако раз в 25—30 лет в Московской области случаются сильные засухи, когда осадков летом может практически не выпадать. Выпадение осадков во все сезоны года связано главном образом с циклонами, формирующимися над Атлантикой, Средиземноморьем, Арктикой или же — при взаимодействии приходящих с запада влажных воздушных масс и континентального воздуха — непосредственно над Русской равниной. Летом помимо циклональных осадков могут иметь место также конвективные.
Снежный покров обычно появляется в ноябре (хотя бывали годы, когда он появлялся в конце сентября и в декабре), исчезает в середине апреля (иногда и ранее, в конце марта).
Постоянный снежный покров устанавливается обычно в конце ноября; высота снежного покрова — 25—50 см; наибольшая высота снежного покрова — на востоке области, в районе Орехово-Зуева и Шатуры, наименьшая — на западе (под Волоколамском) и на юге (к югу от Оки). Почвы промерзают от 65 см на западе до 75 см на востоке (в морозные малоснежные зимы до 150 см). Окончательно сходит снежный покров в середине апреля, а к концу апреля полностью оттаивает почва.
| Показатель                    | Янв. | Фев. | Март | Апр. | Май | Июнь | Июль | Авг. | Сен. | Окт. | Нояб. | Дек. | Год |
| ----------------------------- | ---- | ---- | ---- | ---- | --- | ---- | ---- | ---- | ---- | ---- | ----- | ---- | --- |
| Абсолютный максимум, °C       | 9    | 10   | 19   | 29   | 35  | 37   | 40   | 40   | 33   | 25   | 15    | 10   | 40  |
| Средний суточный максимум, °C | −7   | −5   | 2    | 11   | 18  | 22   | 25   | 23   | 16   | 8    | 0     | −4   | 9,0 |
| Средняя температура, °C       | −10  | −9   | −4   | 6    | 13  | 17   | 19   | 16   | 11   | 4    | −2    | −8   | 5,0 |
| Средний суточный минимум, °C  | −13  | −13  | −9   | 1    | 8   | 11   | 14   | 10   | 7    | 0    | −5    | −12  | 1,0 |
| Абсолютный минимум, °C        | −54  | −45  | −35  | −22  | −9  | −4   | 0    | −3   | −10  | −20  | −33   | −40  | −54 |
| Норма осадков, мм             | 52   | 41   | 35   | 37   | 51  | 80   | 85   | 82   | 68   | 71   | 54    | 51   | 713 |
| Источник: Погода и Климат     |      |      |      |      |     |      |      |      |      |      |       |      |     |

## Гидрология
Московская область обладает развитой гидрологической сетью. Поверхностный сток региона составляет 260 м3/сек (8,2 км3/год), обеспеченность водными ресурсами неравномерная — северные, западные и южные окраинные районы области обеспечены водными ресурсами лучше, чем центральные и южные. Химический состав внутренних вод преимущественно гидрокарбонатно-кальциевый, минерализация 0,4—0,5 г/л. Жёсткость воды в среднем 1,5—7 мг-экв/л (низкая жёсткость воды — меньше 1,5 мг-экв/л — в озёрах, наибольшая — 9 мг-экв/л и более — в реках южных, заокских районов области).

### Реки

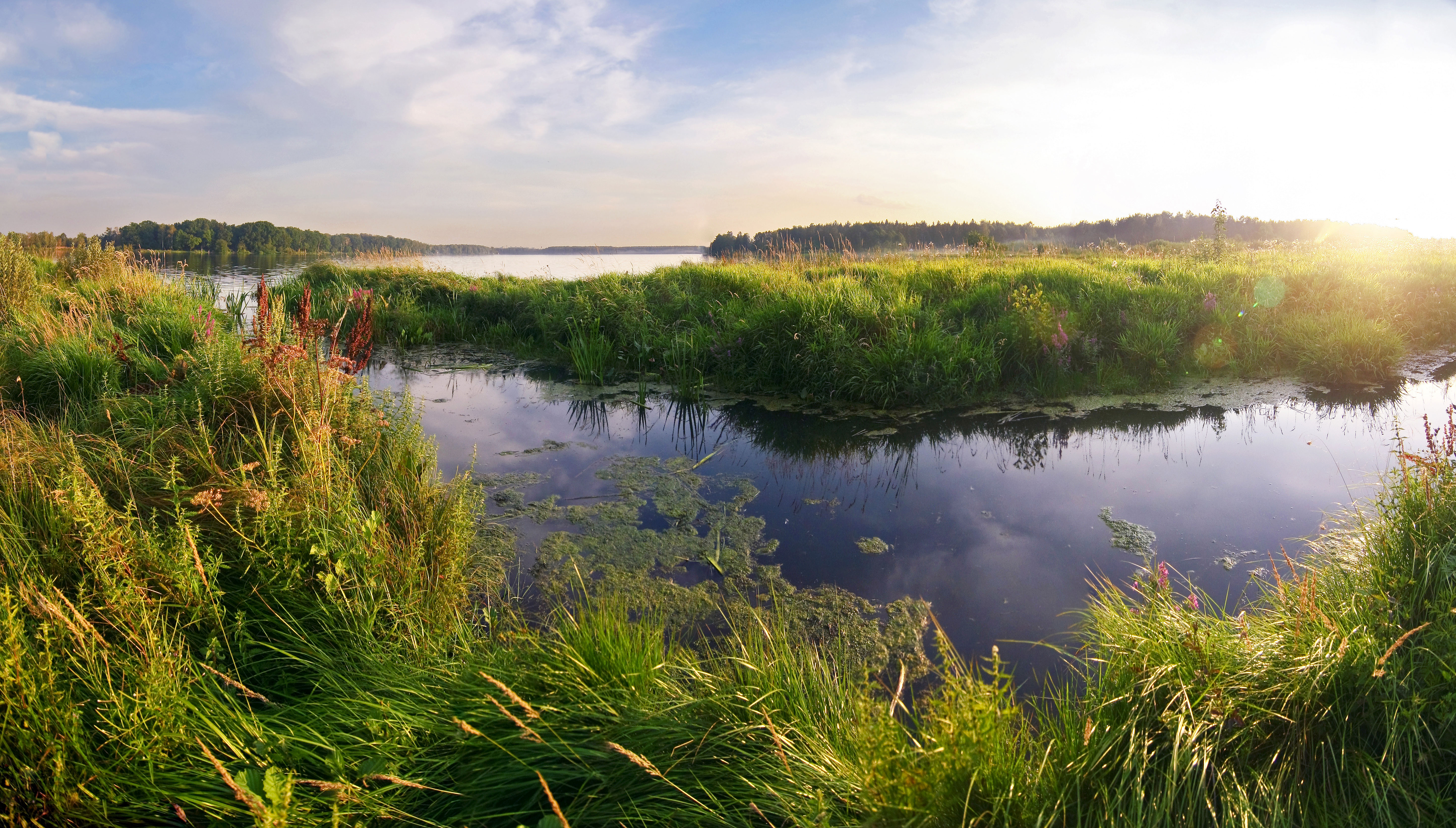
Болотистая местность в Подмосковье.

Все реки Московской области относятся к бассейну Волги (сама Волга протекает по территории области на небольшом участке протяжённостью 9 км, по которому проходит граница с Тверской областью).
Северная часть области, включая всю Верхневолжскую низменность, орошается притоками Волги (Шошей, Ламой, Дубной, Сестрой, Яхромой), южная же — притоками Оки (Лопасней, Нарой, Протвой и др.), являющейся самой крупной после Волги рекой Московской области. К бассейну Оки принадлежат и притоки реки Москвы, протекающей большей частью (473 км) по территории области. Восточные и северо-восточные районы области, включая значительную часть Мещёры, орошаются притоками Клязьмы, являющейся одним из главных притоков Оки, берущей в пределах Московской области своё начало и протекающей по территории субъекта на значительной части (239 км) своей длины.
В Московской области насчитывается до 2000 рек и ручьёв. Всего по территории региона протекает 350 малых рек, имеющих протяжённость более 10—250 км, три средних (200—500 км) и 2 крупных (длиной свыше 500 км). Общая протяжённость рек региона составляет 18 763 км.
Крупнейшие реки Московской области:
| Название реки | Длина (км) | Площадь бассейна (км²) | Общая длина (км) | Устье  |
| ------------- | ---------- | ---------------------- | ---------------- | ------ |
| Москва        | 468        | 17 520                 | 502              | Ока    |
| Клязьма       | 228        | 6270                   | 686              | Ока    |
| Ока           | 204        | 16 230                 | 1 480            | Волга  |
| Осётр         | 149        | 2140                   | 238              | Ока    |
| Протва        | 146        | 1980                   | 282              | Ока    |
| Руза          | 145        | 1990                   | 145              | Москва |
| Сестра        | 138        | 2680                   | 167              | Дубна  |
| Дубна         | 137        | 5350                   | 167              | Волга  |
| Пахра         | 135        | 2580                   | 135              | Москва |
| Нара          | 118        | 1710                   | 156              | Ока    |

Уклоны русел рек Московской области невелики (несколько сантиметров на километр длины, на возвышенностях уклоны могут достигать 1—1,5 %). Долины чаще широкие, с асимметричными берегами (как правило, правый берег крутой, левый же — плоский, террасированный). Преобладает корытообразная форма речных долин; в таких долинах обычно выделяют пойму и 2—3 надпойменных террасы. Долины малых рек нередко имеют V-образную форму. Скорости течения рек небольшие (для средних рек — Оки, Москвы — скорость течения в летнюю межень составляет 0,5—0,6 м/сек, в весеннее половодье 1,5—2,0 м/сек).
Питание рек — главным образом снеговое (около 60 % суммарного стока), с наибольшим стоком весной. Как следствие, для рек региона характерно весеннее половодье; на весенний период приходится 70—80 % годового стока рек. Во время весеннего половодья на Оке, течение которой в Московской области не зарегулирована плотинами, подъём воды в отдельные годы достигает 15 м; на Пахре — 6 м. Продолжительность весеннего половодья — 33—60 дней. На дождевое питание приходится 12—20 % суммарного стока. Во время сильных дождей летом и осенью иногда наблюдаются дождевые паводки продолжительностью до двух-трёх недель. В летнюю и особенно в зимнюю межень реки почти полностью переходят на подземное питание; на зимний период приходится лишь 5—10 % годового стока. Суммарный местный среднегодовой сток составляет 8,8 км³ и приходится большей частью на бассейн Москвы-реки (3,5 км³) и притоков Оки (3 км³). Величины среднегодового модуля стока колеблются в пределах 3,3—7,6 л/(с·км²). Модуль стока в среднем по области составляет 6 л/(с·км²). Реки региона покрыты льдом с конца ноября (на северо-востоке области) или начала декабря (на юго-западе) до середины апреля. Ледостав происходит с конца октября по конец декабря, хотя в отдельные годы лёд на реках области появляется лишь в январе-феврале; длится ледостав в среднем 103—144 дня. Средняя толщина льда — 30—50 см. Вскрываются реки в марте-апреле, ледоход длится 2—10 дней.
Из рек судоходны только Волга, Ока и Москва.
Северную часть Московской области пересекает канал имени Москвы, построенный в 1937 году и проходящий через систему из 6 водохранилищ.

### Озёра, болота и водохранилища

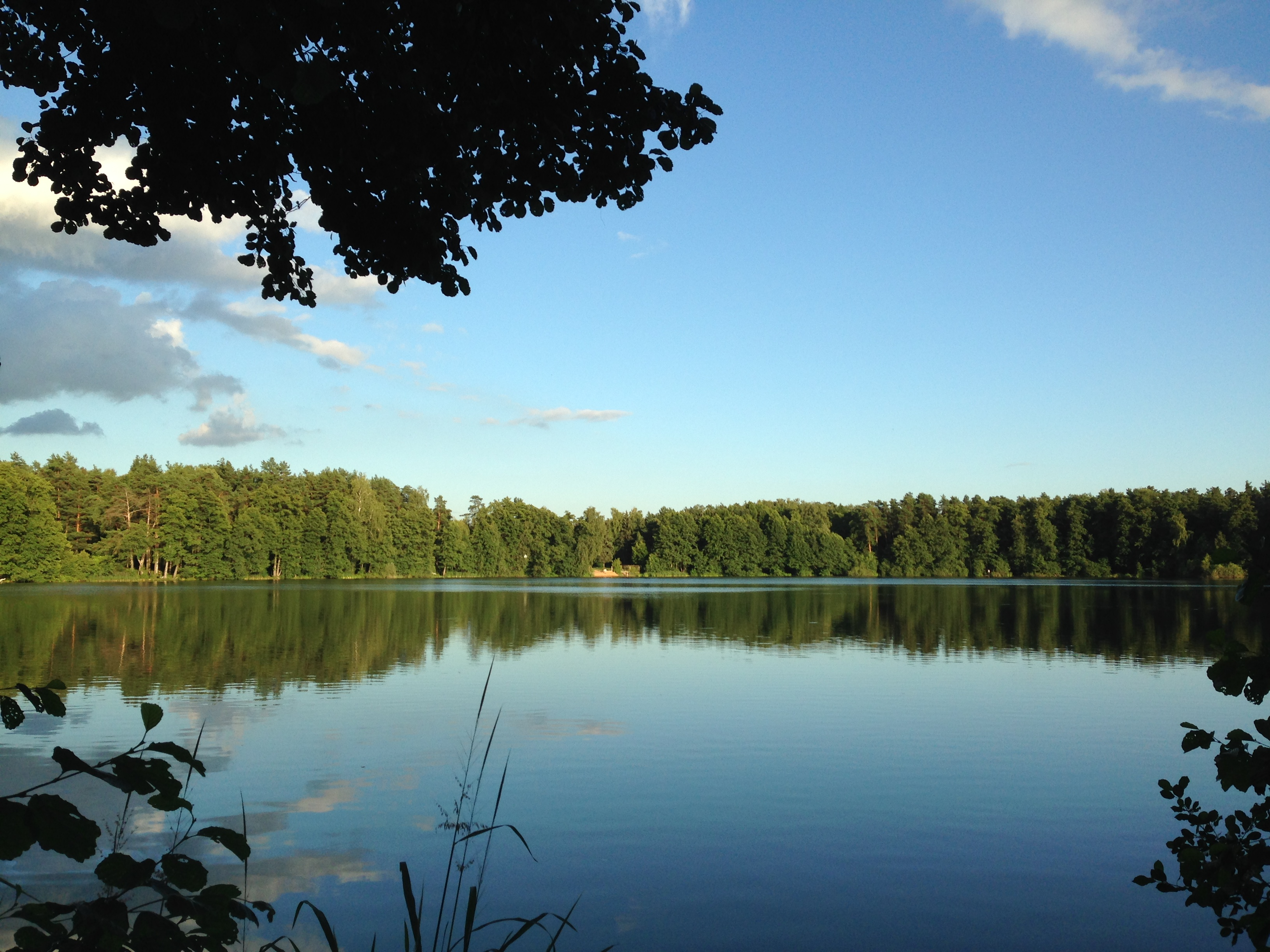
Белое озеро в Воскресенском районе

В Московской области насчитывается свыше двух тысяч озёр суммарной площадью около 130 км²; 18 озёр имеют площадь свыше 1 км². С учётом пойменных водоёмов бо́льшая часть озёр (около 2/3) находится в пределах Мещёрской низменности, сравнительно много их (около 1/6 суммарной площади) на Смоленско-Московской возвышенности. Меньше озёр на Москворецко-Окской равнине (здесь преобладают старичные озёра), а на заокские районы области приходится менее 2 % озёр. Три крупнейших озера Московской области находятся в Мещёре (в Шатурском районе) — это Святое (Шатурское) озеро (11,8 км²), Дубовое озеро (9,8 км²) и Святое (Клепиковское) озеро (9,6 км²). По площади выделяется также Сенежское озеро (фактически водохранилище) на Смоленско-Московской возвышенности (8,5 км²), площадь остальных озёр не превышает 5,5 км². Почти все озёра неглубокие (в основном до 5—10 м), глубочайшие — Белое (Глухое) (34 метра), расположенное в Шатурском районе, и Глубокое (32 метра) в Рузском районе. Замерзают озёра региона обычно в середине ноября, вскрываются в начале апреля — середине мая; ледостав продолжается 148—166 суток. Подмосковные озёра богаты рыбой: в озёрах области насчитывается около 30 видов рыб.
По генезису большинство озёр региона — водно-ледниковые озёра зандровых равнин, образовавшиеся после Московского оледенения. Характерные особенности таких озёр — небольшая глубина, сильное зарастание и заторфовывание; нередко такие озёра превращаются в болота. Водно-ледниковые часто образуют группы, насчитывающие от 3—5 до 10—15 водоёмов (крупнейшая из подобных групп — Клепиковская в Шатурском районе близ восточной границы области). Некоторые озёра, преимущественно на Верхневолжской низменности, приурочены к распространению Валдайского оледения. Эти озёра, нередко имеющие значительную глубину (например, Глубокое под Звенигородом), относят к моренно-ледниковому типу. Немало в области и пойменных озёр, распространённых в долинах крупных рек (Москвы, Клязьмы, Оки) и в низовьях их притоков; это самые молодые озёра региона, процесс их образования продолжается и в наши дни. Такие озёра имеют в основном дуговидную и подковообразную форму. Карстовые озёра в Московской области встречаются редко, в основном они находятся на юге и востоке области. Такие озёра отличаются правильной округлой формой, большой прозрачностью воды и значительной глубиной. Карстовое происхождение имеет глубочайшее озеро региона — Белое (Глухое). Некоторые озёра представляют собой расширения русел рек; таковы, например, Михалёвское озеро на реке Москве, Чудцево озеро на реке Болденке, озеро Тереньково на реке Нерской. Наконец, отдельные озёра возникли на месте отработанных сто и более лет назад песчаных или торфяных карьеров (например, озеро Павленское в пойме Оки под Серпуховом, а также ряд озёр Балашихинской озёрной группы).
На территории области нередки болота (как низинные, так и верховые), особенно в пределах Мещёрской и Верхневолжской низменностей. Многие болота богаты торфом, промышленное значение имеют торфяные ресурсы более 200 болот; 11 % площади болот находится под охраной.
Общая площадь водохранилищ области (без учёта Иваньковского водохранилища) составляет 350 км², объём их водных запасов превышает 2 млрд м³. Крупнейшим является Иваньковское водохранилище (327 км²), однако в пределах Московской области находится лишь малая его часть. Большую площадь (105 км²) занимает Вазузское водохранилище, а третье по величине водохранилище, Истринское, имеет значительно меньшую площадь (33,6 км²). Первые водохранилища в Московской области были построены в 1920-х годах при малых ГЭС на реках Ламе, Рузе и Осетре; в наши время многие из этих ГЭС не эксплуатируются, а некоторые из первых водохранилищ стали рекреационными зонами — как Ливадийское водохранилище на реке Осётр. Крупная группа водохранилищ — Икшинское, Клязьминское, Пяловское, Учинское, Пестовское и Химкинское — была образована в 1937 году при постройке канала имени Москвы. В послевоенные годы была создана Москворецко-Окская система водохранилищ (крупнейшие — Озернинское, Можайское, Истринское и Рузское), обеспечивающая Москву и Московскую область питьевой водой.
В Московской области также немало прудов, крупнейшие из которых (Шалаховское водохранилище на реке Цне, Нарские пруды и др.) построены в рыбохозяйственных целях. Много прудов расположено в южной, заокской части области, где они строились для накопления весенних вод и строительства водяных мельниц.

### Подземные воды
Территория Московской области расположена в центральной части Московского артезианского бассейна. На значительной глубине заключены хлоридно-натриевые рассолы. В отложениях верхнего девона (глубины 300—600 м) преобладают сульфатные воды, выше (до глубин 220—260 м) — в отложениях каменноугольного периода — распространены пресные гидрокарбонатно-сульфатно-кальциево-магниевые воды. Воды мезозойских отложений — пресные гидрокарбонатно-кальциевые или (реже) гидрокарбонатно-магниевые. Эти воды в основном трещинные, пластовые, слабонапорные; приурочены они в основном к изолированным друг от друга участкам. Наконец, воды четвертичных отложений распространены в рыхлообломочных песчаных, песчано-гравелистых, гравийно-галечниковых отложениях. Питание грунтовых вод происходит как за счёт инфильтрации осадков и поверхностных вод, так и за счёт проникновения вод из нижележащих горизонтов.

## Почвы
Расположение большей части территории Московской области в лесной зоне определило преобладание почв подзолистного типа. Подзолистые почвы сформировались пределах области главным образом под сосновыми, еловыми и широколиственно-хвойными лесами. Почвы эти малоплодородны и испытали длительное хозяйственное воздействие. Типично подзолистые почвы сравнительно редки в пределах области; они приурочены в основном к областям распространения водноледниковых песков. Гораздо бо́льшие площади занимают дерново-подзолистые почвы. На возвышенностях распространены суглинистые и глинистые, средней и сильной степени оподзоленности дерново-подзолистые почвы. Для низменностей типичны дерново-подзолистые супесчаные и песчаные почвы (два последних типа преобладают на востоке области, в низменной Мещёре). Значительно распространены также дерново-подзолистые болотные почвы, сформировавшиеся в районах низкого залегания грунтовых вод и застоя поверхностных вод. Такие почвы особенно характерны для ландшафтов Верхневолжской и Мещёрской низменностей. В Московской области встречается несколько типов таких почв: подзолисто-глеевые и подзолисто-глееватые почвы; торфянисто-, торфяно-, перегнойно-подзолисто-глеевые почвы; дерново-подзолистые глееватые. Эти почвы различают также по характеру увлажнения, выделяя контактно, грунтово и поверхностно глеевые и глееватые почвы. В силу длительного антропогенного влияния типы дерново-подзолистых почв зачастую слабо отличаются друг от друга. В субдоминантных урочищах лесной зоны встречаются дерновые, дерново-глееватые и дерново-глеевые, а также — при неглубоком залегании карбонантных пород — дерновые карбонатные почвы.
Серые лесные почвы сформировались под широколиственными лесами и распространены к югу от Оки и в восточной части Москворецко-Окской равнины (в основном Раменский и Воскресенский районы). Различают светло-серые, серые и тёмно-серые лесные почвы; на увлажнённых участках встречаются серые лесные глееватые почвы, изредка даже серые лесные глеевые. Чернозёмные почвы (сильно оподзолены и выщелочены) распространены мало и имеют место лишь к югу от Оки. По долинам крупных рек — полосы аллювиальных почв различной ширины, особенно широкие в долинах рек Оки, Москвы и Клязьмы. Наиболее распространённые типы таких почв — аллювиальные дерновые и аллювиальные глееватые и глеевые. В условиях повышенного увлажнения сформировались болотные почвы. При сильной минерализации сформировались болотные низинные почвы, при слабой минерализации возникли болотные верховые почвы. Почвенный покров Московской области, в особенности серые лесные почвы заокских районов и дерново-подзолистые почвы Москворецко-Окской равнины, сильно смыт.

## Растительность

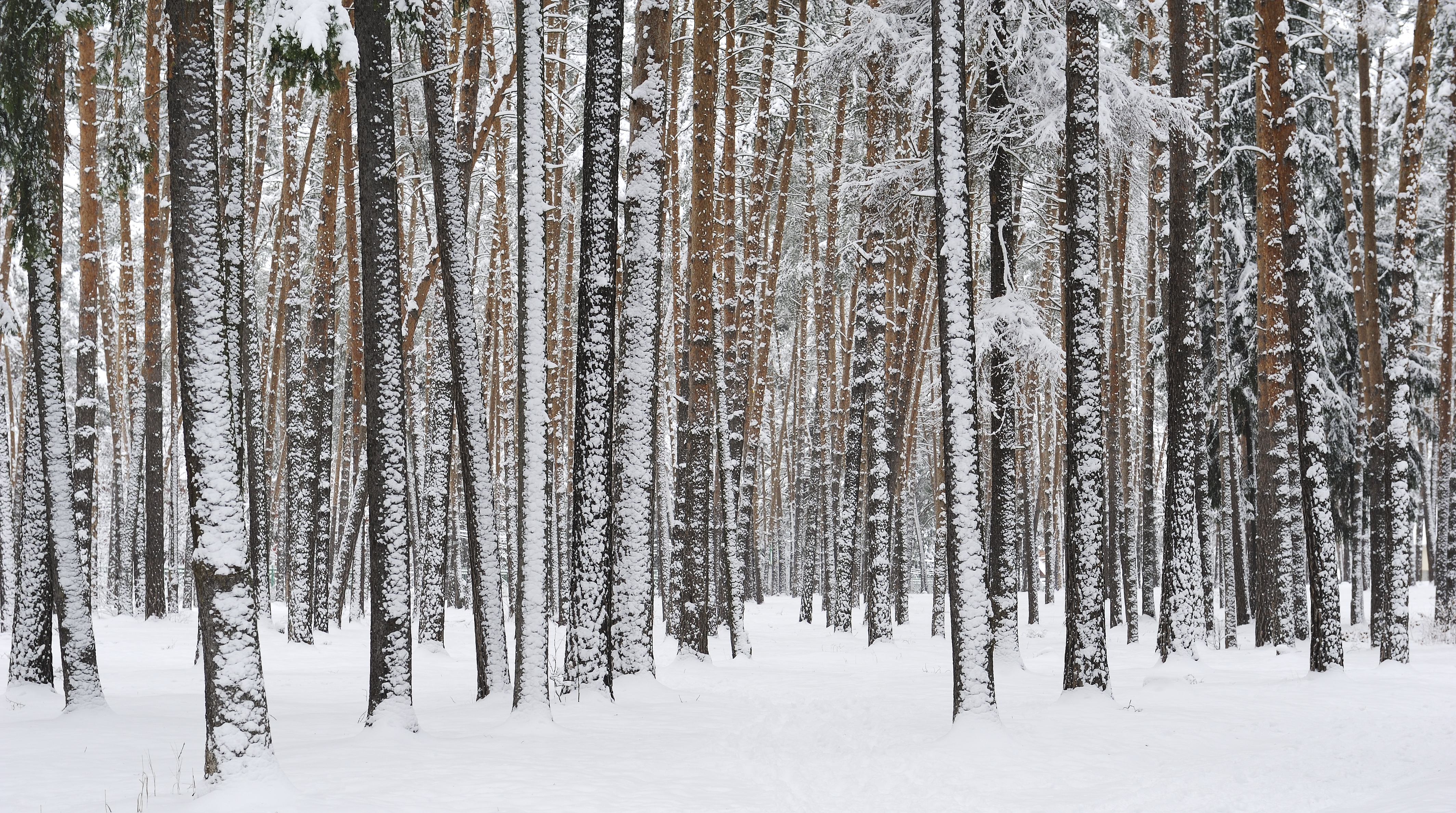
Сосновый лес в районе Кратова

Московская область находится в пределах лесной полосы (крайний юг таёжной зоны, зоны хвойно-широколиственных и широколиственных лесов) и лесостепной зон. Леса занимают свыше 40 % территории региона; в некоторых районах (преимущественно на западе, севере области и на крайнем востоке) залесённость превышает 80 %, на Москворецко-Окской равнине она в основном не превышает 40 %, в южных заокских районах — не достигает и 20 %. Бо́льшая часть территории области входит в зону смешанных лесов. В зону широколиственных лесов входят территории, располагающиеся к югу от Оки, за исключением южной части Серебряно-Прудского района (к югу от реки Осётр), относящейся к лесостепной зоне. По низменному правобережью Москвы-реки зона широколиственных лесов заходит далеко на север, почти до границ города Москвы. В прилегающей по реке Москве части Москворецко-Окской равнины, в заокских районах, а также к северу от Клинско-Дмитровской гряды большие площади отведены под сельскохозяйственные угодья.

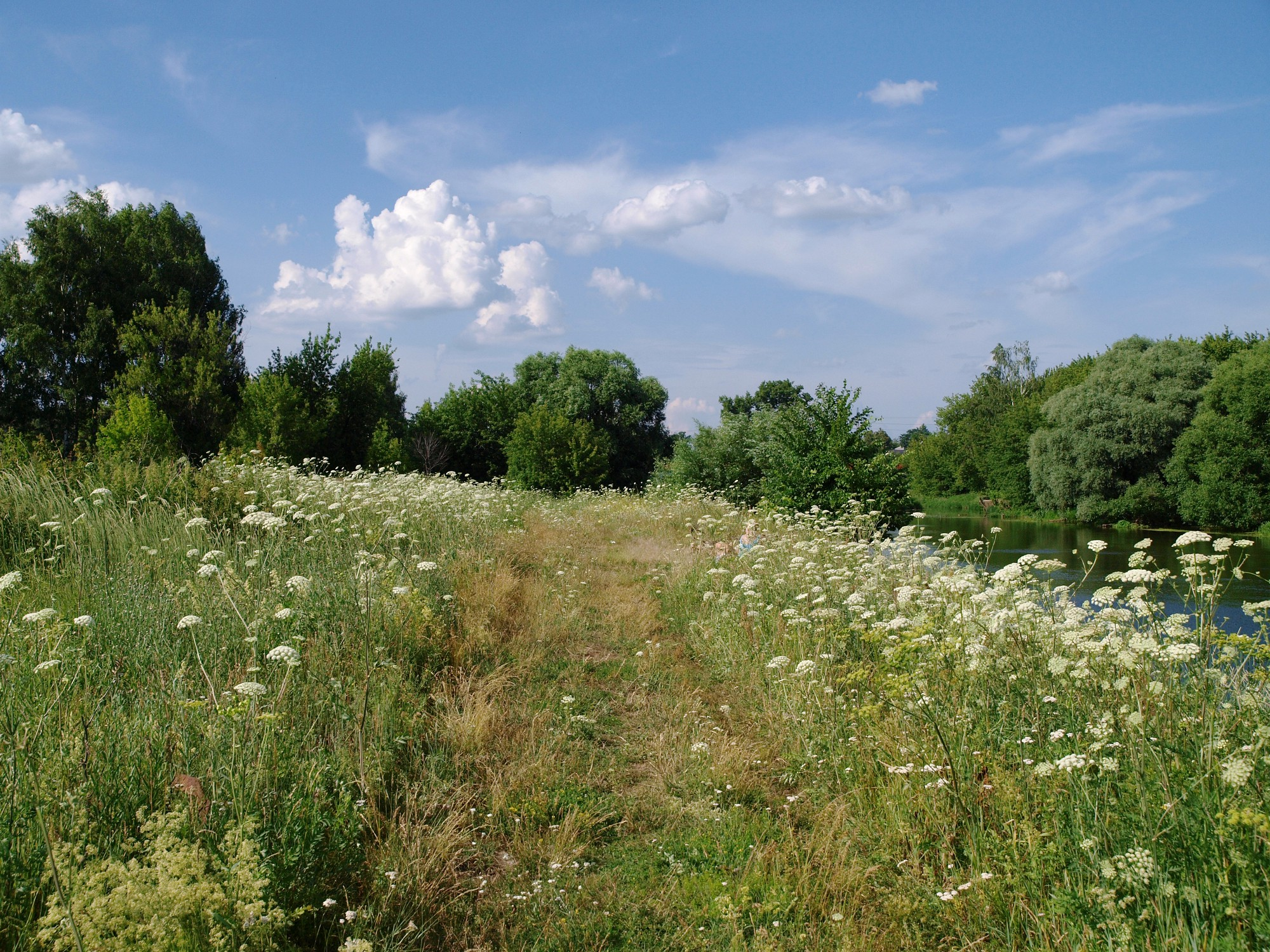
Разнотравье в пойме р. Клязьмы

На самом севере Московской области (на территории Верхневолжской низменности) и частично в её западной части (на территории Можайского, Лотошинского и Шаховского районов) наиболее распространены переходные к хвойно-широколиственным субнеморальные или южнотаёжные хвойные леса, преимущественно ельники, часто с лещиной обыкновенной (лесным орехом), бересклетом бородавчатым в подлеске и небольшой примесью широколиственных и мелколиственных пород в древостое. Среди коренных южнотаёжных лесов нередко встречаются чистые ельники и сосняки; древесный подъярус в таких лесах лишь один, подлесок редкий, в наземном ярусе преобладают травянистые растения, кустарничков мало. Центральная и западная части области заняты хвойно-широколиственными лесами. Эти леса в основном имеют более сложную по сравнению с южнотаёжными структуру, как правило многоярусную. Здесь основные древесные породы — ель обыкновенная, сосна обыкновенная, дуб черешчатый, липа мелколистная, клён остролистный, вяз гладкий и вяз шершавый. В качестве примеси в коренных лесах присутствуют: берёзы бородавчатая и пушистая, осина, ольха серая, в более сырых местах — ольха чёрная, черёмуха и ива козья. Среди подлеска господствуют лещина, бересклет европейский и бородавчатый, калина, жимолость, рябина, крушина, единично встречаются волчье лыко, а в черноольшаниках — смородина чёрная. Для этой зоны характерны травы как хвойных (майник, кислица, грушанки), так и широколиственных лесов (сныть, копытень, зеленчук, вороний глаз, осока волосистая). В широколиственно-сосновых лесах, помимо неморальной и бореальной флоры, распространены степные виды. Коренные хвойно-широколиственные леса в Московской области не образуют сплошного пояса, наиболее полно сохранившись на Смоленско-Московской возвышенности, в особенности на склонах Клинско-Дмитровской гряды. Леса Мещёры состоят по преимуществу из сосново-еловых и сосновых массивов; в заболоченных низинах встречаются отдельные леса из ольхи чёрной. Коренными лесами Мещёры являются сосновые боры-зеленомошники с наземным покровом из черники и брусники; на переувлажнённых участках — боры-долгомошники и сфагновики. Обычны для Мещёры боры со сложным породным составом со значительной примесью мелколиственных и — реже — широколиственных пород; такие леса, как правило, имеют богатый подлесок и густой травяной покров. Кроме того, в пределах Мещёры на переувлажнённых участках встречаются массивы коренных мелколиственных лесов (серая и чёрная ольха, берёза, ива). Для Москворецко-Окской возвышенности обычны вторичные мелколиственные леса, коренными же являются хвойно-широколиственные, широколиственные леса, имеются также крупные массивы еловых лесов, как, например, в верховьях реки Лопасни; местами (например, в междуречье Пахры и Северки) сохранились коренные широколиственные леса (дуб, липа, клён). В долине Оки между Серпуховом и Коломной, на возвышенном левобережье, встречаются остепнённые боры.

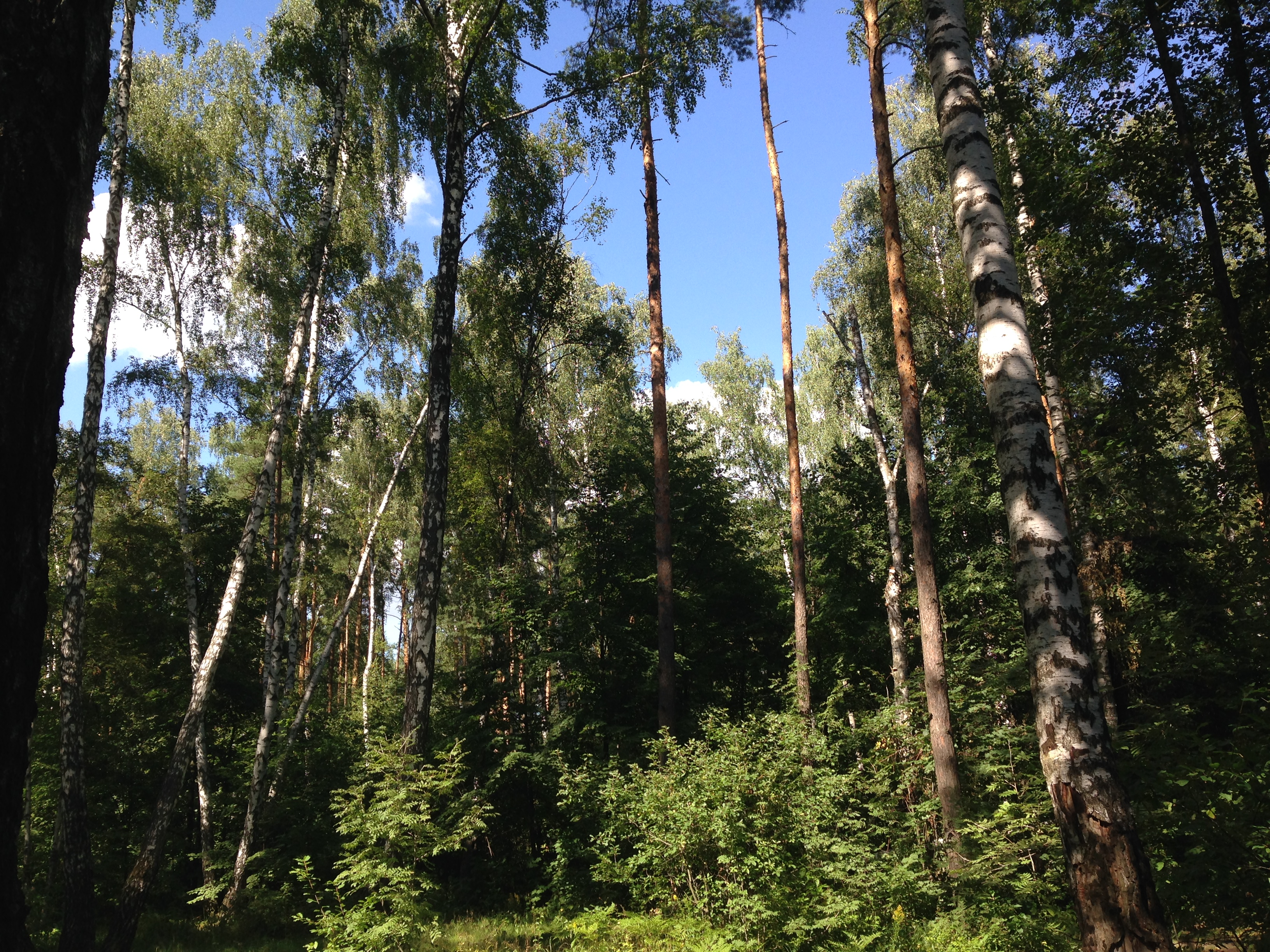
Лес в Воксресенском районе Московской области

Южнее располагается зона широколиственных лесов, представленная преимущественно дубравами, разбросанными небольшими пятнами к югу от Оки. Встречаются также липовые леса. Основные древесные породы зоны, помимо дуба и липы, — клёны остролистный, татарский и полевой, ясень и два вида вяза. Для широколиственных лесов характерен хорошо развитый подлесок, в котором участвуют лещина, бересклеты европейский и бородавчатый, жимолость, крушина ломкая, калина и другие кустарники. В широколиственных лесах встречаются яблоня лесная, груша обыкновенная, крушина слабительная и тёрн. Травяной покров разнообразен — здесь произрастают сныть, осока волосистая, папоротники, ветреница дубравная, гусиный лук, медуница, копытень, сочевичник весенний, ясменник пахучий, осока лесная, овсяница гигантская, бор развесистый, мятлик дубравный. В поймах рек встречаются черноольшанники, а также леса из дуба с примесью вяза; долине Оки к югу от Коломны — пойменные луга. Крайний юг области (Серебрянопрудский район и частично Серпуховский район) находятся в лесостепной зоне; все участки степи на водоразделах распаханы, они почти не сохранились. Небольшие участки остепнённых лугов и луговых степей охраняются здесь в нескольких заказниках на склонах реки Полосни, Осетра и др. В пределах лесостепной зоны изредка встречаются липовые и дубовые рощи.

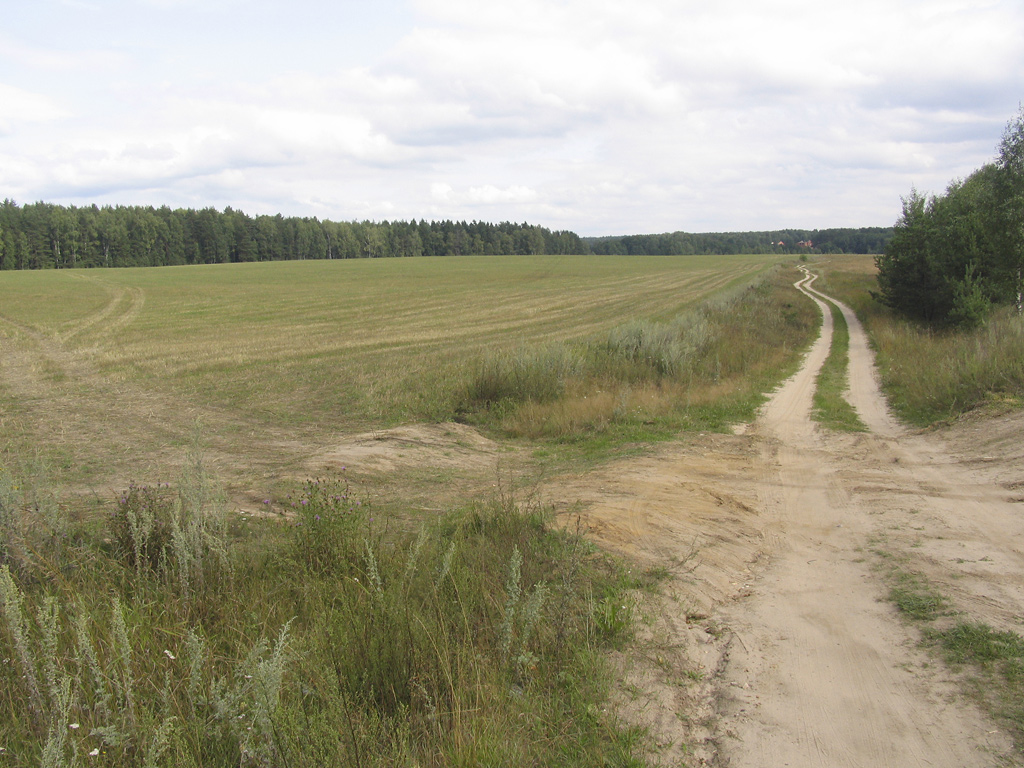
Подмосковный пейзаж

С XVIII века леса нынешней Московской области подвергались интенсивной вырубке, что привело к изменению соотношения древесных пород: хвойные (в основном еловые), смешанные и широколиственные леса во многих местах сменились мелколиственными (берёзовыми и осиновыми) и мелколиственно-хвойными лесами. Мелколиственные леса широко распространены по всей территории региона, однако больших массивов они не образуют. Многие земли, занятые ранее лесами, были отведены под сельскохозяйственные угодья. В наше время вырубки по-прежнему ведутся, хотя многие леса имеют водоохранное значение; на вырубках ведётся лесовосстановительная работа, особенно в ближайших окрестностях Москвы.
Болота более всего распространены в Московской области на территории Верхне-Волжской низменности и в Мещере — в Шатурском и Луховицком (на востоке) районах. Для флоры региона характерны также суходольные, низинные и пойменные луга. Естественных пойменных лугов почти не осталось. Количество аборигенных видов растений в Подмосковье сокращается, но всё шире распространяются представители иной флоры (к примеру, клён американский); на больших территориях расселились и виды, пришедшие из культуры — борщевик Сосновского, водосбор обыкновенный, недотрога железистая, золотарник гигантский и др. Некоторые виды растений занесены в Красную книгу России (водяной орех, венерин башмачок и др.).
Начиная со времени распада СССР большие участки подмосковных лесов подверглись вырубке с целью последующей застройки. Особенно интенсивной застройке подверглись леса вдоль берегов Москвы-реки и подмосковных водохранилищ, а также территории неподалёку от МКАД. Запрет застройки лесов игнорировался либо обходился переводом в земли другой категории. Особенно массовая застройка лесов проходила в Одинцовском, Ленинском, Красногорском, Мытищинском районах Московской области.
Подмосковным лесам также угрожает строительство новых дорог. Растущее число автомобилей и застройка прилегающих к Москве районов провоцируют расширение сети автотрасс, которые планируются так, чтобы избежать прохождения через населённые пункты. Как правило, под новые дороги вырубаются леса, наиболее известные случаи таких вырубок, как, например, в Химкинском и Цаговском лесах, вызвали широкий общественный резонанс и массовые протесты.

## Животный мир
Животный мир Московской области сформировался в результате смешения нескольких отличных по происхождению и времени появления потоков животных. В Московской области насчитывается около 60 видов млекопитающих, 18 видов пресмыкающихся и земноводных, до 40 видов рыб. На территории региона существуют отдельные зооценозы, соответствующие различным лесным (таёжным, смешанным, широколиственным) и лесостепным природно-территориальным комплексам.
Из млекопитающих в Московской области сохранились барсук, белка, бобр, выдра, выхухоль, горностай, енотовидная собака, ёж, зайцы (беляк и русак), землеройки (обыкновенная бурозубка, малая бурозубка, средняя бурозубка, бурозубка Черского, малая белозубка, водяная кутора), ласка, лисица, лось, кабан, косуля, крот, серая и чёрная крысы, лесная куница, мыши (лесная, желтогорлая, полевая, домовая, мышь-малютка), лесная мышовка, норка, олени (благородный, пятнистый, марал), ондатра, полёвки (рыжая, серая, пашенная, экономка, водяная полёвка), сони (орешниковая, на юге области — садовая, лесная и полчок), чёрный хорь. На границах области, преимущественно на севере области, изредка встречается бурый медведь, рысь, волк, ещё в XIX веке бывшие обычными в Подмосковье. На юге области встречается крапчатый суслик, серый хомячок, хомяк, большой тушканчик, каменная куница, степной хорь. Также в Подмосковье насчитывается более десятка видов летучих мышей: ночницы (обыкновенная, усатая, прудовая, водяная, Наттерера), нетопыри (лесной нетопырь и нетопырь-карлик), вечерницы (рыжая, малая, гигантская), двуцветный кожан, бурый ушан. В отдельных районах существуют устойчивые популяции завезённых либо сбежавших животных — летяга, американская норка, сибирская косуля, ондатра, пятнистый олень, енотовидная собака. Некоторые виды, ранее почти исчезнувшие, — речной бобр, благородный олень, европейская косуля, — были успешно реакклиматизированы и расселились во многих ландшафтах области. В Приокско-Террасном заповеднике разводятся зубры.

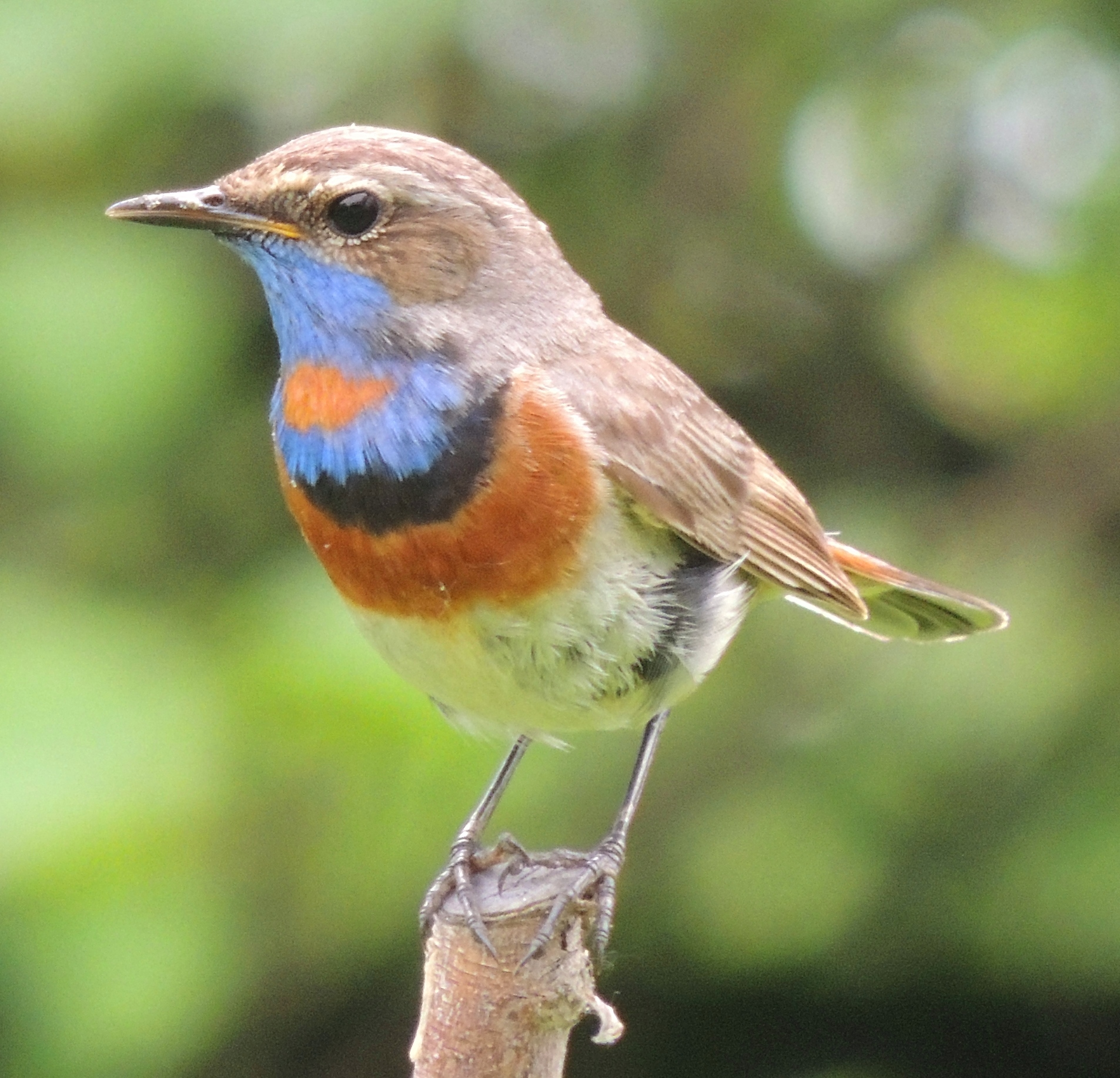
Луговая синица варакушка — представитель орнитофауны Московской области

Орнитофауна области насчитывает более 170 видов. В больших количествах встречаются дятлы, дрозды, рябчики, снегири, соловьи, коростели, чибисы, белые аисты, серые цапли, чайки, поганки, утки (особенно кряквы); водятся также огари. Многочисленны воробьи, сороки, вороны и другие типичные представители орнитофауны средней полосы России. Свыше сорока видов относятся к охотничье-промысловым и добываются ежегодно.
Водоёмы области богаты рыбой (обычный ёрш, карась, карп, лещ, окунь, плотва, ротан, судак, щука, налим). Многочисленны насекомые (одних пчелиных более 300 видов).
В Московской области обитает 6 видов рептилий — ящерицы (ломкая веретеница, живородящая ящерица, прыткая ящерица) и змеи (обыкновенная гадюка, обыкновенный уж, на юге области — медянка), есть сведения о существовании небольших популяций болотной черепахи в отдельных районах. Земноводные представлены 11 видами — тритоны (обыкновенный и гребенчатый), жабы (серая и зелёная), лягушки (травяная, остромордая, озёрная, прудовая, съедобная), обыкновенная чесночница, краснобрюхая жерлянка.
В отличие от соседнего субъекта федерации — Москвы, где действует безвозвратный отлов бродячих собак и их пожизненное содержание в приютах, в области с 2014 года регулирование численности этих животных может осуществляться лишь путём стерилизации и выпуска обратно в городскую среду для свободного обитания. В марте 2016 года в Красногорском районе начала действовать программа «ОСВВ» (Отлов-Стерилизация-Вакцинация-Возврат), исполнение которой местная администрация поручила столичной зоозащитной общественной организации, которая планирует регулировать численность бродячих собак стерилизацией максимального количества женских особей. Те звери, на которых поступают жалобы от населения будут пристраиваться в охрану, либо возвращаться обратно в жилые районы после прохождения курса дрессировки. Аналогичные экспериментальные программы, подразумевающие нахождение безнадзорных собак на улицах, проводятся зоозащитной общественностью на территории городских округов Мытищи и Власиха, они финансируются из областного бюджета с 2015 года. За 4 месяца 2016 года бродячие собаки покусали 4000 жителей региона, за 2015 год было зарегистрировано 25 000 покусов, в области сохраняется напряжённая эндемическая обстановка по бешенству.

## Охрана природы
Особо охраняемые природные территории (ООПТ) занимают около 5,3 % площади Московской области. В регионе расположены три ООПТ федерального значения. В Серпуховском районе находится Приокско-Террасный биосферный заповедник. Площадь этого заповедника, организованного в 1948 году, составляет 4,9 тыс. га. Флора заповедника очень разнообразна: она включает таёжные, дубравные, боровые и степные элементы. По территории заповедника проходит южная граница распространения ели. В пределах высокой поймы реки Оки охраняется самая северная в Европейской части России популяция степных растений («окская флора»). Фауна заповедника типична для Восточно-Европейской равнины. В заповеднике обитает свыше 200 видов позвоночных животных. С 1948 год существует зубровый питомник; зубры содержатся на участке леса площадью около 200 га. В Московской области находится часть территории национального парка «Лосиный Остров»; площадь его территории в пределах области — 9,5 тыс. га, другая часть парка расположена в черте Москвы. Большая часть территории парка относится к обширному лесному массиву с крупным комплексом водно-болотных угодий на бывших торфоразработках в верховьях реки Яузы. Другой национальный парк, расположенный в пределах области, — «Завидово» (частично находится также в пределах Тверской области). Заповедник образован в 1970-х годах на месте существовавшего с 1929 года Завидовского охотничьего хозяйства; в 1992 году был образован государственный комплекс «Завидово», включающий национальный парк и загородную резиденцию президента РФ. Так как «Завидово» долгое время было охотничьем хозяйством, где следили за увеличением численности дичи, на территории национального парка существует значительная популяция копытных животных; в парке распространены кабаны, лоси, пятнистые олени, маралы. В заболоченных поймах Шоши и Ламы гнездится множество видов птиц. В лесной части заповедника охраняются места глухариных токов.
В Московской области насчитывается также свыше двухсот ООПТ регионального значения (в 2011 году — 239 объектов, из них 158 государственных природных заказников и 81 памятник природы). Эти ОППТ имеют в основном небольшую площадь (до 1000 га) и расположены во всех районах области, за исключением Каширского и Люберецкого; наибольшее число ОППТ расположено в Шатурском и Можайском районах. Зарегистрирован также ряд особо охраняемых природных территорий местного значения, большая часть этих ООПТ расположена в Одинцовском и Ногинском районах.
С 1998 года раз в 10 лет выпускается Красная книга Московской области. В издании 2008 года описано 718 видов живых организмов.
Несмотря на декларируемую со стороны региональных властей заботу, ООПТ Подмосковья находятся в тяжёлом положении. Во многих из них проводятся сплошные рубки. В охранных зонах национального парка «Лосиный остров» и Приокско-Террасного государственного природного биосферного заповедника велась застройка, причём близ «Лосиного острова» был построен целый жилой квартал. Природный заказник «Озеро Тростненское и его котловина» пострадал от строительства на непосредственно охраняемой территории.

## Физико-географическое районирование

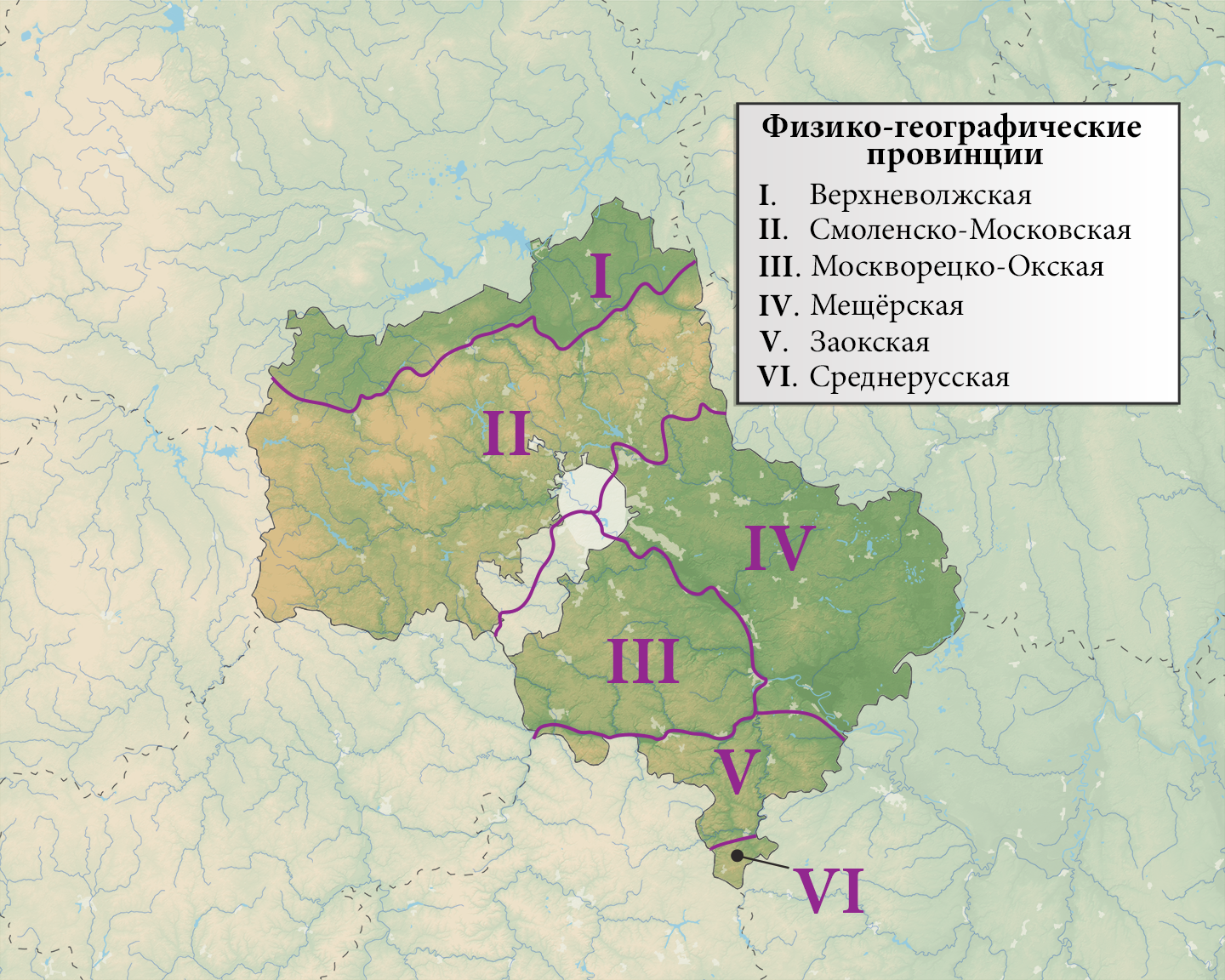
Физико-географические провинции Московской области: I. Верхневолжская. II. Смоленско-Московская. III. Москворецко-Окская. IV. Мещёрская. V. Заокская. VI. Среднерусская

Территория Московской области относится к шести физико-географическим провинциям: Верхне-Волжской, Смоленско-Московской, Москворецко-Окской, Мещёрской, Заокской и Среднерусской. Иногда вместо Смоленско-Московской возвышенности рассматривают отдельно Смоленскую и Московскую провинции.
Верхневолжская провинция занимает север и северо-запад региона, располагается в подзоне смешанных лесов, на Верхневолжской низменности, пересекается правыми притоками Волги (Дубной, Шошей, Хотчей и другими). Эта территориями покрывалась ледниками трёх оледенений (окского, днепровского и московского), а во время более позднего оледенения, валдайского, испытала воздействие талых ледниковых и послеледниковых вод. Образовалась мощная (до 100 м) толща водноледниковых осадков. В результате рельеф провинции — сглаженный, слабоволнистый, с преобладанием древнеаллювиальных и зандровых равнин и абсолютной высотой до 160 м. Зандровые и древнеаллювиальные равнины сложены преимущественно песками и супесями, а более редкие моренно-водноледниковые равнины — покровными суглинками или водно-ледниковыми песками и суглинками на морене. На юго-восточной окраине провинции, у склона Клинско-Дмитровской гряды, прослеживается древняя долина стока. Западная часть провинции отличается бо́льшими абсолютными высотами (140—160 м), здесь более распространены моренно-водноледниковые равнины; так как кровля коренных пород в этой части провинции сложена известняками карбона, ландшафты здесь имеют более сухой по сравнению с востоком облик. Почвы — дерново-подзолистые, а на более увлажнённых участках дерново-подзолистые глееватые и глеевые; леса — мелколиственные, мелколиственно-еловые и мелколиственно-сосновые. На востоке под четвертичными отложениями залегают юрские глины, что создало условия для избыточного увлажнения; как следствие, эта часть провинции сильно заболочена, преобладают дерново-подзолистые глееватые и глеевые почвы, леса в основном берёзовые и сосново-берёзовые.
Южнее, на Смоленско-Московской возвышенности, располагается Смоленско-Московская провинция. Это крупнейшая физико-географическая провинция области, занимающая до 40 % площади региона. Она орошается реками бассейна верхней Волги (крупнейшие — Лама, Сестра), а также Москвой-рекой, Нарой, Протвой с притоками. В пределах провинции во второй половине XX века были созданы водохранилища (Рузское, Озернинское, Можайское, Истринское и др.). Четвертичные отложения различной мощности (преимущественно днепровского и московского оледенений) покрывают в этой Смоленско-Московской провинции юрские (в средней части провинции) и меловые (на востоке) отложения; ниже лежат породы карбона. Рельеф в целом приподнятый, распространены плосковершинные холмы и гряды высотой 250—300 м. Котловины между холмами нередко заболочены, в некоторых из них размещаются озёра (Сенежское, Тростенское, Долгое, Круглое и др.). Значительную площадь занимают хорошо дренированные моренные равнины различного типа (плоские, волнистые, холмисто-грядовые). На северо-западе расположена сильно расчленённая Клинско-Дмитровская гряда с резко асимметричными склонами: крутым, резко поднимающимся над Верхневолжской низменностью северным и более пологим южным. В южной части провинции Смоленско-Московская возвышенность постепенно теряет высоту, пологими волнами спускаясь к Москворецко-Окской равнине. Почвы преимущественно дерново-подзолистые, дерново-подзолисые глееватые и дерново-подзолистые глеевые. Леса Смоленско-Московской провинции — в основном широколиственно-еловые, мелколиственно-еловые и мелколиственные. Территория провинции частично распахана.
К югу от Смоленско-Московской возвышенности простирается Москворецко-Окская физико-географическая провинция, в основном соответствующая Москворецко-Окской эрозионной равнине. На востоке провинция ограничена рекой Москвой, на юге — Окой. Этими реками, а также их притоками, она и дренируется. Дочетвертичный фундамент провинции представлен известняками каменноугольного периода, которые местами перекрыты чёрными юрскими глинами и (реже) меловыми песками. Эрозионно-останцовый мезозойский рельеф сохранился здесь сравнительно хорошо; выровненные, наклонные и пластово-ступенчатые участки (абсолютные высоты 150—180 м) чередуются в этой провинции с эрозионными останцовыми возвышенностями (высоты в основном до 200 м) и глубоко врезанными (до 100 м) палеодолинами. Наиболее высокие останцовые возвышенности — Лопасненская (236 м) и Теплостанская (254 м). Четвертичные отложения представлены суглинками днепровского и московского оледенений, водно-ледниковыми отложениями и покровными суглинками. Мощность четвертичных отложений почти везде невелика и составляет 10—30 м. Провинция характеризуется хорошо развитой овражно-балочной сетью, реки (в особенности на юге) врезаны до юрских глин и известняков карбона, во многих долинах мощность четвертичных отложений не превышает 3—4 м. В районах, где карбонатные породы каменноугольного периода подходят близко к поверхности, развиты карстовые формы рельефа. В местах выхода юрских глин нередки оползни. Благодаря сильной расчленённости территории и широкому распространению карбонатных пород провинция хорошо дренируются, и болота почти отсутствуют. Преобладают дерново-подзолистые почвы, иногда (преимущественно в южной части) чередующиеся со светло-серыми лесными; распространены мелколиственные леса. Территория сильно распахана.
Восток области занимает Мещёрская провинция, соответствующая Мещёрской низменности. Коренной фундамент здесь понижен и накрыт в основном юрскими глинами, в древних долинах — известняками карбона, на возвышенностях — меловыми песками с прослоями алевролитов. Территория долгое время находилась под воздействием талых ледниковых вод, сформировавших моренно-водноледниковые и зандровые равнины. На западе провинции, где больше выступов коренного фундамента (Егорьевское, Павлово-Посадско-Ногинское, Кудиновское, Губино-Власовское, Кривандинское поднятия), моренно-водноледниковые ландшафты преобладают на зандровыми (приуроченным к древним долинам рек и эрозионным ложбинам карбонового рельефа). В восточной части провинции господствуют ландшафты зандровых и долинно-зандровых равнин. Современный рельеф провинции понижен, преобладают высоты 110—150 м, лишь на древней моренной возвышенности в районе Егорьевска высота достигает 200 м. В районах неглубокого залегания известняков нередко встречаются карстовые формы рельефа (воронки, провалы, карстовые озёра). Четвертичные отложения залегают в основном над водоупорными юрскими глинами, что привело к сильному заболачиванию Мещёры. Преобладающие здесь типы почв — подзолистые глееватые и глеевые; в западной части провинции, дренированной лучше, распространены также дерново-подзолистые почвы; большие площади занимают болотные низинные и верховые почвы, особенно характерные для сильно заболоченного востока Мещёры. Леса на западе мелколиственные и сосново-берёзово-дубовые, на востоке — главным образом сосново-берёзовые и сосновые. До трети территории Мещёрской низменности занято болотами.
К югу от реки Оки, на северных склонах Среднерусской возвышенности, находится Заокская провинция. Она входит в подзону широколиственных лесов и орошается притоками Оки (Осетром, Большой Смедовой, Скнигой и др.). Коренной фундамент приподнят и накрыт в основном известняками карбона, выходящими на поверхность в долинах крупных рек, а также юрскими глинами, неогеновыми и меловыми песками. Значительное влияние на формирование рельефа провинции оказало днепровское оледенение, вследствие которого сформировались моренные, моренно-водноледниковые и водноледниковые равнины. Современный рельеф провинции — пологоволнистая равнина (Заокское эрозионное плато) с хорошо развитой овражно-балочной сетью. Наибольшей высоты плато достигает на западе, в районе города Пущино (236 м), к востоку абсолютные высоты снижаются до 120 м. Распространены эрозионно-денудационные ландшафты. Структура ландшафтов испытала сильное влияние антропогенного фактора. Провинция хорошо дренирована. Почвы — покровные лёссовидные суглинки (в основном на западе, над днепровской морёной и водноледниковыми песками и суглинками), светло-серые и серые лесные, дерново-подзолистые. Вследствие высокого плодородия почв территория сильно распахана, леса приурочены в основном к эрозионной сети; коренных широколиственных лесов почти не осталось. Встречаются широколиственно-мелколиственные и мелколиственные рощи.
Самая южная физико-географическая провинция, Среднерусская, заходит в пределы Московской области лишь небольшой своей частью, занимая территорию к югу от реки Осётр. Провинция в основном соответствует Заосетринской эрозионной равнине. Коренные породы, как и в Заокской провинции, образуют здесь выступ; в составе кровли фундамента — карбоновые, юрские, меловые, неогеновые отложения. Под воздействием окского и днепровского оледенений сформировались моренные и моренно-водноледниковые равнины. Вследствие эрозионно-денудационных процессов образовалась развитая овражно-балочная сеть; густота её, однако, меньше, чем в Заокской провинции. Почвы — серые лесные, сформировавшиеся под широколиственными (преимущественно дубовыми) лесами, и чернозёмные (выщелоченные и оподзоленные) под злаково-разнотравными степями. Почвы провинции отличаются высоким плодородием, поэтому её поверхность сильно распахана и почти обезлесена. Редкие острова дубрав — остатки древней засечной черты, части тульских засек.

## Экология
Экологическая ситуация в Московской области тяжёлая; загрязнены как районы, прилегающие к Москве, так и промышленные районы востока и юго-востока области. Наибольшую экологическую опасность представляют сточные воды промышленных и животноводческих предприятий; выбросы предприятий энергетики (Каширской и Шатурской ГРЭС и др.); базы захоронения бытовых и промышленных отходов (в ближайших к столице районах) — например, крупнейшая в Европе Тимоховская свалка; стареющие военные и особенно аэродромные топливохранилища и топливопроводы; хранилище ядерных отходов (в Сергиево-Посадском районе). Значительное влияние на экологическую ситуацию в области оказывают промышленность, транспорт и коммунальное хозяйство Москвы. Москва, получая воду с севера и запада, сбрасывает сточные воды на юг и юго-восток, вниз по течению Москвы-реки.

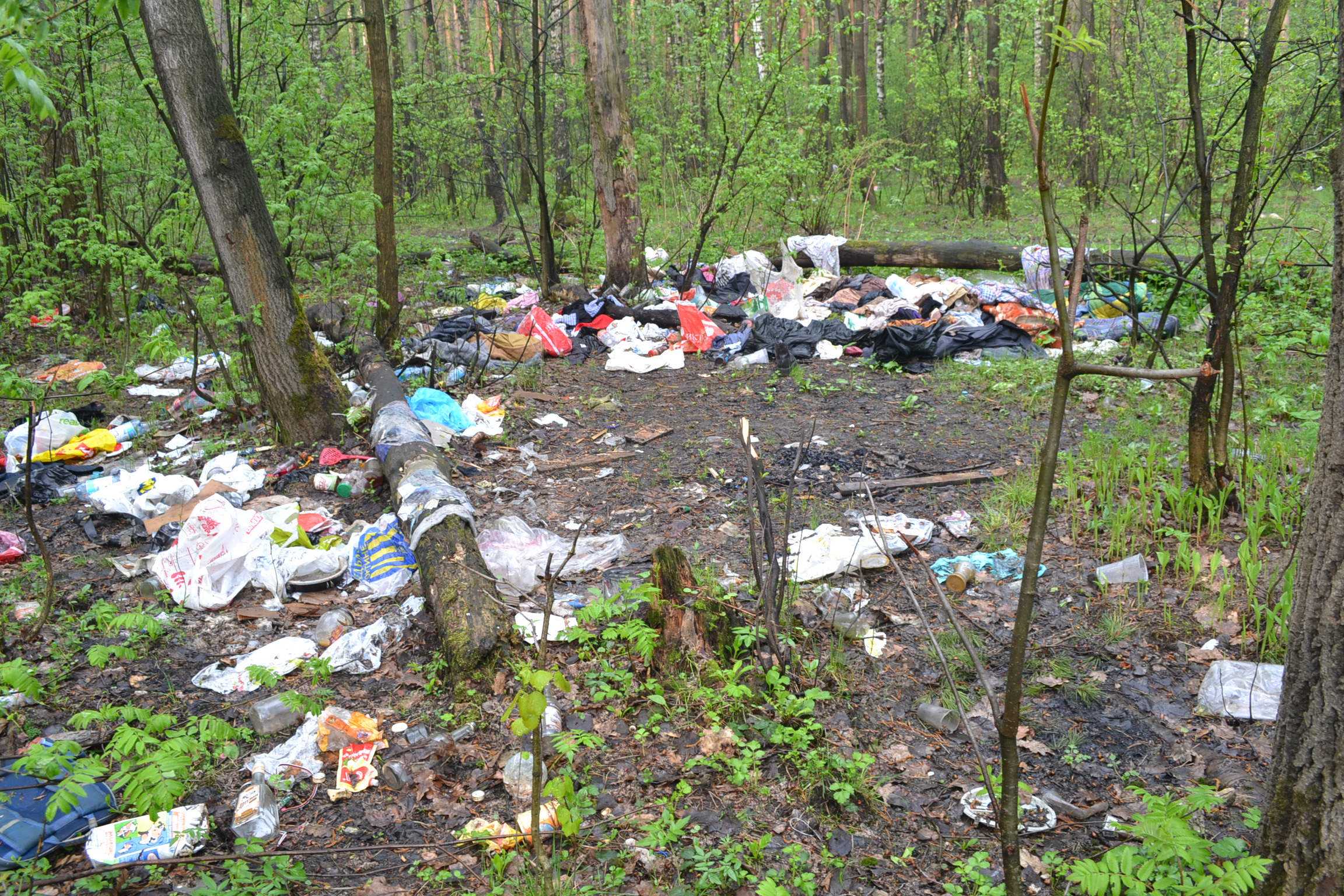
Стихийная свалка в Салтыковском лесу

Наблюдения в 2007 году показали, что наиболее высокий уровень загрязнения отмечается в Воскресенске, Клину, повышенный — в Дзержинском, Коломне, Мытищах, Подольске, Серпухове, Щёлкове и Электростали, низкий — в Приокско-Террасном биосферном заповеднике. Специфическими примесями, вносящими существенный вклад в общий фон атмосферного загрязнения, являются: для Москвы — формальдегид и фенол, для Воскресенска — аммиак и фторид водорода, для Клина, Коломны, Мытищ и Подольска — формальдегид, Серпухова — фенол. По выбросам загрязняющих веществ в атмосферный воздух, отходящих от твёрдых источников (2010—205 тыс. т), область с начала 2000-х годов занимает второе место по Центральному федеральному округу (после Липецкой области). В связи с экономическим подъёмом 2000-х годов и, в частности, высокими темпами строительства количество объектов, осуществляющих выбросы загрязняющих веществ в атмосферу, увеличилось с 2005 по 2010 годы в 2 раза. Наибольшее загрязнение поверхностных вод отмечено в центре и на востоке области, особенно сильно загрязнены реки Москва, Ока, Клязьма. По объёму сброса загрязнённых сточных вод в поверхностные водные объекты Московская область стабильно занимает второе место в ЦФО после Москвы (1990—770 млн м3, 2010—1309 млн м3). В районе Москвы и в крупных городах (в частности, в Подольске, Орехово-Зуеве, Серпухове, Луховицах, Ступине) сильно загрязнены также грунтовые воды. Почвы Московской области сильно загрязнены минеральными удобрениями и ядохимикатами, а также бытовыми и производственными отходами, мусором. Особенно велика степень загрязнения почв в пригородной зоне Москвы, а также на востоке (в Орехово-Зуевском и Ногинском районах) и юго-востоке области (в Воскресенском районе).
На территории Московской области размещается большой объём твёрдых бытовых отходов (свыше 8 млн т в год, причём 5 млн т ввозятся из Москвы); среднегодовой прирост объёмов образования отходов достигает 6 %. В области было зарегистрировано 210 полигонов и свалок, часть из которых не эксплуатируется. 43 из них имели статус официальных, многие полуофициальны, но только два полигона были построены по специально разработанным проектам. В подавляющем большинстве полигоны ТБО возникали стихийно, без учёта природоохранных требований, в отработанных карьерах, различных выемках, котлованах. Большинство действующих полигонов ТБО перегружено, у многих из них заканчивается срок эксплуатации в связи с полным заполнением. Так, в 2006—2007 годах были исчерпаны свободные ёмкости полигонов ТБО Московской области «Саларьево» (Ленинский район); «Жирошкино» (городской округ Домодедово), «Павловское» (Истринский район), «Каргашино» (Мытищинский район), «Слизнево» (Наро-Фоминский район); «Шемякино» (Химкинский район) и карьеров «Становое» (Раменский район); «Аннино» (Рузский район); «Торопово» (Раменский район) и «Лыткино» (Солнечногорский район). Ограничены лимиты приёма отходов на самых крупных полигонах Московской области «Тимохово» (Ногинский район), «Хметьево» (Солнечногорский район) и «Дмитровский» (Дмитровский район). Большая часть действующих полигонов не соответствует ни современным санитарно-эпидемиологическим требованиям, ни требованиям земельного законодательства. По состоянию на 2010 год на территории Московской области действовало 37 захоронений ТБО, куда ежегодно свозилось около 7 миллионов тонн мусора (в том числе и из Москвы). Кроме этого имелось более 1,5 тысяч несанкционированных свалок, подлежащих ликвидации. Доля использованных и обезвреженных отходов в общем объёме отходов невелика (в 2011 году — 25 %). С целью сокращения объёма захороняемых на полигонах отходов в Московской области вводятся современные мусоросортировочные комплексы. В 2012 году в Дубне создаётся технопарк по переработке отходов — совместное российско-финское предприятие.
Одно из крупнейших экологических мероприятий, проводимых в Московской области, — обводнение торфяников. На эту программу, реализуемую с 2010 года, предполагается выделить свыше 4 млрд рублей; наибольшее число обводняемых участков располагается в Шатурском и Дмитровском районах. После 2010 года, одного из рекордных по количеству торфяных пожаров (тогда в Московской области было зарегистрировано 1318 торфяных пожаров, охвативших площадь в 1276 га), в области реализован большой комплекс профилактических и противопожарных мероприятий.

## История исследования
Первые значительные научные исследования территории Подмосковья были проведены в XIX веке. В 1866—1868 годах Г. А. Траутшольд провёл геологические исследования всей территории Московской губернии и опубликовал в 1868—1872 годах цветные геологические карты юго-восточной, юго-западной и северной частей губернии. Ко второй половине XIX века и началу XX века относятся исследования В. В. Алёхина, Д. Н. Анучина, Г. Е. Щуровского. В 1890 году А. А. Тилло была составлена гипсометрическая карта Европейской России, на которой была показана и территория нынешней Московской области; геологическое строение территории области было впервые отображено на «Геологической карте Европейской России» (1893 год). Большее развитие научные исследования получили в 1920-е — 1930-е годы: к этому времени относятся труды Б. П. Алисова, А. А. Борзова, В. С. Говорухина, Б. М. Даньшина, В. А. Жукова и многих других учёных. Изучение природных особенностей территории в послевоенные годы продолжили А. А. Асеев, О. А. Вадковская, Н. Н. Галахов, Н. Е. Дик, Л. Н. Соболев, Н. А. Солнцев, А. Н. Формозов и другие. Было выполнено крупно- и среднемасштабное картографирования территории области, ведомственными организациями составлены различные тематические карты (геологические, тектонические, климатические карты, карты четвертичных отложений и др.).
Накопленные знания о природе Московской области были обобщены в книге «Природа города Москвы и Подмосковья», изданной в 1947 году, а позднее в статье Н. А. Солнцева о физико-географическом районировании области (1961 год). В 1964 году вышел в свет первый комплексный Атлас Московской области, второе издание Атласа появилось в 1976 году. Результатами многолетних полевых ландшафтных исследований Подмосковья стала ландшафтная карта Московской области масштаба 1:500000, составленная в 1988 году, а также монография «Ландшафты Московской области и их современное состояние» (1997 год). В 2000-е годы серия работ по физической географии Московской области была написана Б. Б. Вагнером.

## Комментарии
1. ↑  В пределах Московской области
2. ↑  В пределах Московской области
3. ↑  Существовавшее здесь озеро ледникового происхождения в 1826 году, при строительстве Екатерининского канала, было существенно расширено: его площадь увеличилась в 13 раз
4. ↑  По мнению некоторых авторов, например Б. Б. Вагнера, озеро имеет термокарстовое происхождение

### Карты и атласы
- Атлас Московской области масштаба 1:100000, 2-е изд. — М.: АСТ-Пресс Картография, Роскартография, 2003
- Колосова Н. Н., Чурилова Е. А. Атлас Московской области. — М.: Просвещение, 2004. — 48 с. — ISBN 5-93684-029-8.
- Общегеографический атлас «Москва. Московская область». — М.: ВТУ ГШ, 439 ЦЭВКФ, 2000